# Агат (компьютер)
«Ага́т» — первый советский серийный персональный компьютер (микрокомпьютер). «Агат» является 8-разрядным универсальным компьютером, ориентированным для применения в образовательном процессе. Разработан в 1981—1983 годах в Научно-исследовательском институте вычислительных комплексов (НИИВК) как советский аналог американского компьютера Apple II Plus / Apple IIe, производившихся с модернизациями до конца 1990 года. Главный конструктор — Анатолий Фёдорович Иоффе. «Агат» является первой персональной ЭВМ, разработанной в СССР, первые комплекты которых появились в 1982 году, а серийный выпуск отлажен к 1985 году.
Производился серийно с 1984 года на предприятиях Министерства радиопромышленности (Минрадиопрома). Первым освоил производство Лианозовский электромеханический завод (ЛЭМЗ, ПО «Утёс»), впоследствии производство развернули Волжский завод электронно-вычислительной техники (ЭВТ), Ковылкинский электромеханический завод (Мордовия) (КЭМЗ) и Загорский электромеханический завод (ЗЭМЗ, ПО «Звезда»), Минское НПО «Агат» (БССР), Костромской Электромеханический завод (КЭМЗ). К 1988 году было произведено около 12 000 машин, за 9 месяцев 1989 года — около 7000.
Серийное производство компьютеров «Агат» осуществлялось вплоть до 1993 года. Последним, предположительно, производство прекратил ЗЭМЗ: сборка прекращена в конце 1993 года, упаковка и отпуск готовых ПЭВМ — в 1994 году. По различным сообщениям, в некоторых школах использование «Агатов» в учебном процессе продолжалось по меньшей мере до 2001 года.

## Технические данные
- Тип: учебный компьютер;
- Серийный выпуск: 1984—1993 годы;
- Процессор: 8-разрядный, 6502. Тактовая частота 1 МГц. Производительность 500 000 оп./с;
- Память: ПЗУ 2 КБ (хранила ПО «Системный монитор»), ОЗУ 64—128 КБ для серийных изделий. Могла расширяться установкой дополнительных модулей памяти (до 640 К для модели «Агат-9»). Использовалась схема переключения банков;
- ОС: вариации Apple DOS 3.3 (США);
- Системный блок: содержит узлы электронной схемы, блок питания и НГМД (объём хранимых данных — 140 К или 840 К). Габаритные размеры — 500×351×195 мм, масса — 8,7 кг. Питание — 220 В, потребляемая мощность — 60 Вт;
- Клавиатура: внешняя, 74 клавиши. Габаритные размеры 480×172×65 мм, масса — 1,1 кг. В последние годы применялась клавиатура МС 7004А;
- Монитор: цветные мониторы с диагональю экрана 32 см на базе серийных телевизоров «ŠILELIS» («Шилялис») и «Юность-404». В последующие годы цветные мониторы «Электроника 32ВТЦ 101/201/202». Чёрно-белые мониторы МС 6105, габаритные размеры — 400×320×280, масса — 9,5 кг. Мониторы, переделанные из телевизоров Standard WT431 (ГДР);
- Принтер: D100 (Польша); CTI CPA-80, CPF-H80 (Япония); Epson FX-85, FX-800, LX-800 (Япония); СМ6337, МС6313 (СССР);
- В комплект поставки входили два игровых аналоговых пульта типа Paddle.

## Основные модификации
В разное время были выпущены несколько модификаций ПЭВМ «Агат» под индексами 4, 7, 8 и 9.
- «Агат-4»: были выпущены в начале 1984 года (по другим данным — 1983) в виде небольшой опытной партии (не более 100 машин)[5]. Имели недоработанные платы с большим числом (до 50) проводных перемычек[14]. Достаточно быстро вышли из практического употребления.
- «Агат-7», −8: представляют собой модернизацию Агата-4, прежде всего связанную с освоением серийного производства компьютера. Для улучшения теплоотвода логика переведена с серии 155 на 555, увеличена высота корпуса[5]. Отличались объёмом памяти и/или числом НГМД.
- «Агат-9»: первоначально данный индекс носила ещё одна комбинация в ряду «Агат-7», −8, −9, но позднее индекс был присвоен новой разработке. Новый Агат-9 обладал бо́льшим объёмом и улучшенной системой управления памятью, дополнительные режимы отображения, обеспечивал совместимость с Apple II Plus 64 кБ, при этом большее число функций было реализовано в рамках основной платы компьютера.

## Предыстория разработки
В трудах конференции Диалог-82-микро (Пущино, 1982) упоминаются ранние варианты компьютера — «Агат-1», «Агат-2», «Агат-3». Изготовление этих машин, в том числе и корпусов, практически в единичных экземплярах, проходило в стенах НИИВК. В них ещё не было дисковода и ввод информации осуществлялся с кассетного магнитофона. Вся электроника и клавиатура располагались на одной плате.

## Проблемы организации серийного выпуска
«Агат» стал первым разработанным в СССР и серийно выпускавшимся компьютером, ориентированным на нужды образования.
Первым предприятием, освоившим выпуск «Агата», стал Лианозовский электромеханический завод, не являвшийся ни предприятием, ориентированным на выпуск вычислительной техники, ни одним из предприятий, входивших в кооперацию с разработчиком «Агата» — НИИВК. Освоение серийного производства «Агата» стало возможным прежде всего благодаря энтузиазму и энергии генерального директора ЛЭМЗ (и ПО «Утёс») Константина Васильевича Агафонова.
Подключившиеся в дальнейшем к серийному производству предприятия уже были специализированы на выпуск вычислительной техники: Волжский завод ЭВТ (серийное производство электронных узлов ЕС ЭВМ) и Загорский электромеханический завод (производство военных вычислительных систем разрабатываемых НИИВК).
Расширение объёмов выпуска компьютера стало возможным за счёт смены потребительской ниши — сферы школьного образования. В то время для стимулирования производства оборудования для школьного образования было установлено, что продукция данного назначения засчитывалась производителям в объём по плану производства товаров народного потребления (ТНП). В связи с высокой (в сравнении с прочими товарами народного потребления) стоимостью «Агатов» (около 4000 руб.) и отсутствию проблем со сбытом (100 % объёма по плану забиралось Министерством просвещения) «Агат» позволял для освоивших его предприятий уверенно выполнять постоянно растущий план по производству ТНП. Эти обстоятельства позволили расширять производство «Агатов» вплоть до 1991 года.
Благосклонное отношение к «Агату» со стороны предприятий-изготовителей не отменяло проблемы наличия противоположного вектора технической политики министерства, в результате чего НИИВК отказался от дальнейшего совершенствования «Агата». Хотя в разработке «Агата-9» и участвовали те же инженеры — работники НИИВК, но выполнялась она уже на базе ОКБ ЛЭМЗ; главный конструктор П. Пешков.

## Архитектурные и конструктивные решения ПЭВМ «Агат» 1-го поколения
«Агат» был разработан на базе архитектурных решений компьютера Apple II Plus, но конструктивно и схемотехнически сильно отличался от прототипа. Главной причиной различий в схемотехнике была ограниченность выбора элементной базы, допустимой для применения в изделиях такого рода, включая отсутствие отечественного варианта центрального процессора MCS6502.
В связи с тем, что возможности использования зарубежной элементной базы в то время были крайне ограничены, разработчики приняли решение создать плату процессора на базе секционированного процессора серии 588, сэмулировав на нём систему команд процессора 6502 с собственными расширениями. Данное решение не позволяло добиться производительности процессора 6502 на частоте 1 МГц и обеспечить точное соответствие временны́х характеристик кода, что в связи с высокой зависимостью от них решений Apple II (прежде всего, дисковой подсистемы и генерации звука) делало совместимость с прототипом практически нулевой. Похоже, что именно показатель производительности данного эмуляционного процессора (300 тыс. оп./с) кочевал по многим проспектам с характеристиками «Агата» при том, что реальная производительность оригинального 6502 на частоте 1 МГц составляла 500 тыс. оп./с, а серийный выпуск «Агатов» с процессорной платой на базе комплекта 588 никогда не осуществлялся. После опробования первой версии микропрограммы процессора 588 и исправления ошибок были найдены возможности приобретения оригинального процессора 6502 и принято решение отказаться от варианта эмуляции в пользу новой платы на базе процессора 6502.

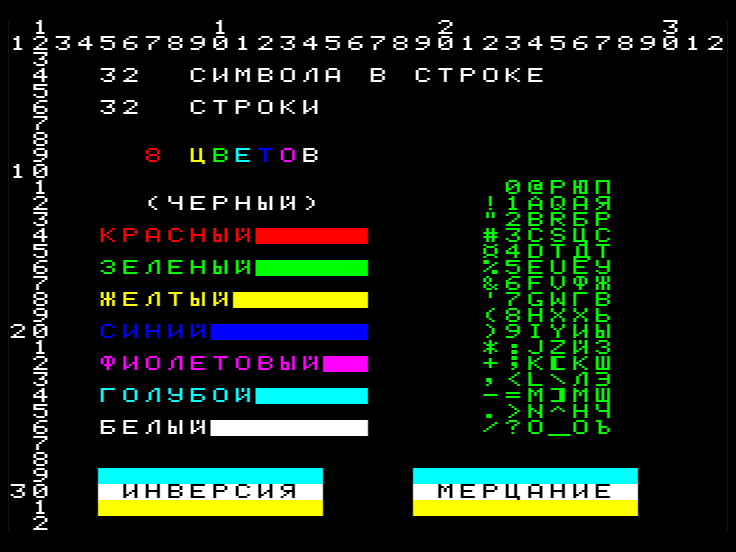
Текстовый режим 32×32 знака

Вторым важным отличием стало полное изменение архитектуры видеоподсистемы «Агата» в сравнении с прототипом, сделавшее невозможным прямое исполнение на «Агате» программ, разработанных для Apple II. Разработчики применили ранее разработанную ими для телевизионных игр схему. У «Агата» были реализованы два режима отображения текста: цветной — 32×32 знака и чёрно-белый — 64×32 знака, а также три графических режима: цветные (16 цветов) режимы — 64×64 и 128×128 точек и чёрно-белый — 256×256 точек, при этом, чтобы изображение занимало большую часть экрана с форматом 4:3, пиксели растягивались по горизонтали. В качестве буфера отображаемой страницы могла использоваться любая область памяти генплаты, поделённой на равные части по размеру страницы видеорежима. При этом для «Агата-8» существовала возможность выбирать для видеобуферов страницы, отключаемые из адресного пространства (из-за малой распространённости компьютеров в конфигурации «Агат-8» такая возможность практически не использовалась в реальном ПО).
В отличие от этого, Apple II Plus поддерживал один текстовый режим 40×24 символа и два цветных графических режима 40×48 и 280×192 точек и имел практически «квадратные» пиксели, а в качестве видеобуферов были зарезервированы по две фиксированных области. Сильное несоответствие форматов изображения, а также способов кодирования и адресации не только ограничило прямое выполнение на «Агате» программ Apple II, но и адаптация требовала немалых усилий и времени и абсолютно индивидуального подхода к каждой программе.

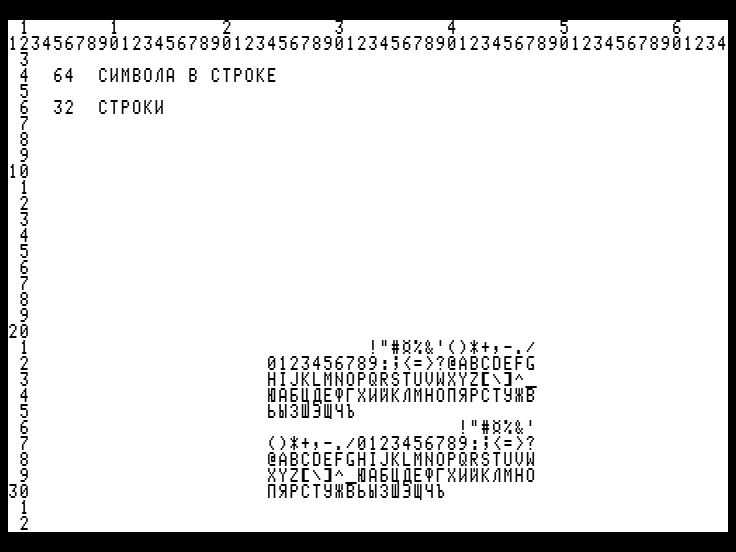
Текстовый режим 64×32 знака
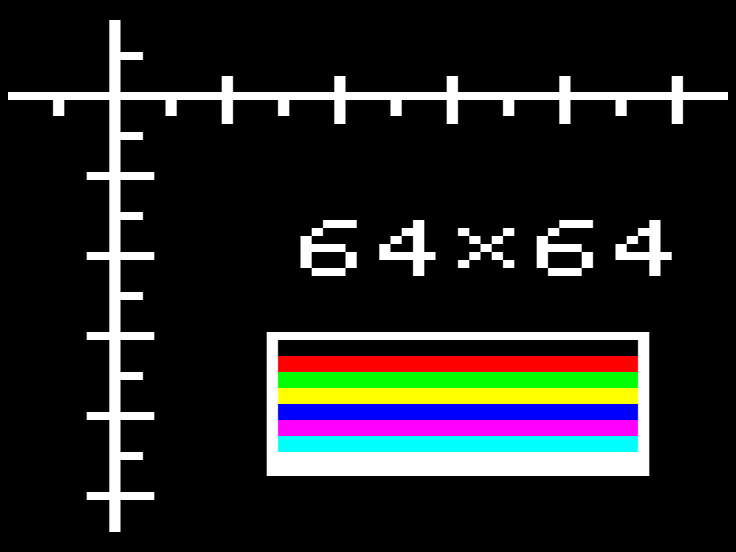
Графический режим 64×64 точки

Другой архитектурной особенностью «Агата» была структура и механизмы управления памятью. В отличие от Apple II Plus память Агата была реализована в виде трёх областей, каждая из которых физически располагалась на различных модулях. Память имела больший объём (в минимальном варианте 64 К оперативной памяти и 32 К псевдо-ПЗУ) и требовала от процессора специальных операций настройки и подключения. Работоспособность программ Apple II Plus в этом случае могла быть достигнута подключением некоторой стандартной конфигурации памяти при загрузке DOS и интерпретатора BASIC (в отличие от Apple II, в Агате после загрузки DOS выполнялась загрузка с диска интерпретатора), чего могло бы быть достаточно для программ Apple II Plus, но недостаточно для программ, требующих расширенной памяти, например Language Card.

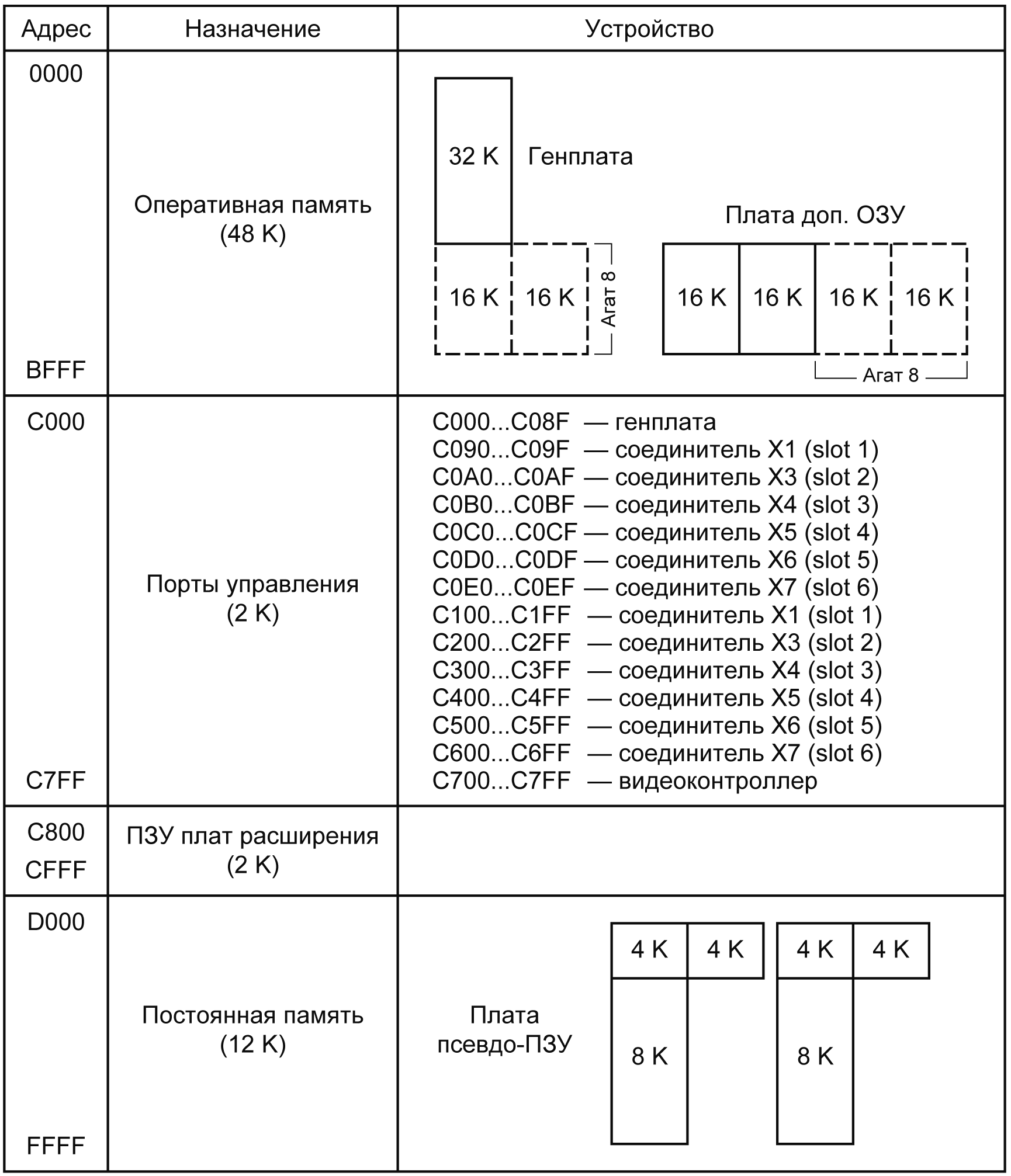
Структура памяти «Агата-7»

В целом структура памяти «Агата» была вынужденным решением и диктовалась доступностью элементной базы. Так, в первом варианте серийной платы процессора были разведены места для установки 6 интегральных схем (ИС) 573РФ2 (12 К), подразумевающие использование «прошитого» интерпретатора BASIC аналогично Apple II Plus, но в связи с дефицитностью ИС ПЗУ реально устанавливалась лишь одна ИС (2 К), содержащая монитор. Генеральная плата «Агата» содержала 16 ИС ОЗУ и допускала установку ИС 565РУ5 (64…128 К) или РУ6 (32 К). Опять же в связи с дефицитностью ИС 565РУ5 устанавливались ИС малого объёма, и соответственно пришлось доукомплектовывать каждый экземпляр Агата платами дополнительной памяти ОЗУ (32…128 К) и псевдо-ПЗУ (32 К), отличающихся друг от друга по-разному запаянными управляющими перемычками (псевдо-ПЗУ — плата дополнительной памяти, у которой есть два режима работы — один только на запись, другой только на чтение). Также из-за дефицита ИС ПЗУ необходимого объёма и быстродействия у Агата был реализован знакогенератор текстового режима только с большими буквами, да и тот пришлось делать из двух ИС 556РТ5, паявшихся прямо одна на другую. При отсутствии дефицита соответствующих ИС с наибольшей долей вероятности «Агаты» уже первых выпусков имели бы 128 К памяти на генеральной плате, «прошитый» в ПЗУ интерпретатор BASIC и, возможно, одну дополнительную плату псевдо-ПЗУ.
Дисковая подсистема «Агата», хотя и была реализована на другой базе, в целом повторяла решение Disk II компьютера Apple II Plus и обеспечивала совместимость на уровне дисков и программ. В качестве основы был использован НГМД болгарского производства ЕС-5088.02, отличавшийся от НГМД ЕС-5088 модифицированной платой управления и разработанный болгарскими инженерами для ПЭВМ Правец 82 — практически полной копии Apple II. Данный НГМД оказался не очень удачным решением как в плане механики, так и схемотехники платы, в результате чего часто происходило разрушение информации на дисках, а накопители нередко теряли механическую регулировку. Производитель ПЭВМ Правец в результате отказался от НГМД ЕС-5088.02 в пользу полной копии оригинального Disk II, «Агаты» же комплектовались ими вплоть до завершения производства.

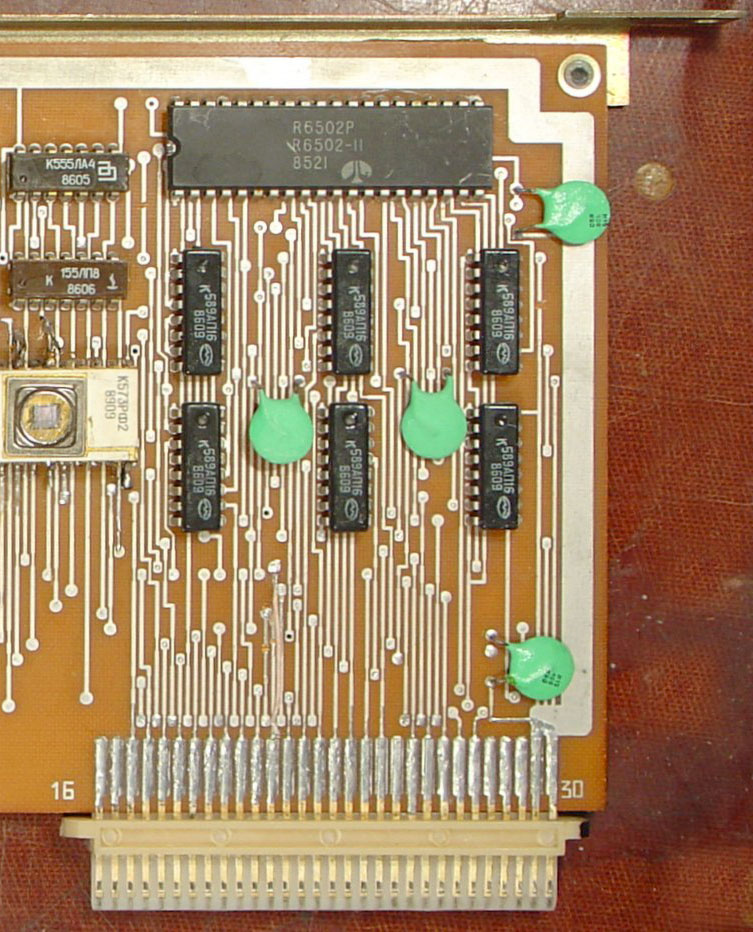
Краевой соединитель платы расширения «Агата»

Конструкция «Агата» включала большую основную плату, называемую объединительной или генеральной (наиболее часто использовался термин «генплата»), содержащую основную память, схемы видеоконтроллера, тактового генератора, формирователя системной шины и ряд щелевых соединителей («slot» по терминологии Apple II) для подключения плат расширения. В отличие от Apple II, использующего 50-контактные щелевые соединители, в «Агате» применялись 60-контактные соединители, а контактирующие торцы плат расширения использовались не непосредственно, а оснащались специальными ответными частями. На момент начала производства «Агатов» отечественная промышленность не выпускала подобных соединителей, и ЛЭМЗ пришлось освоить их производство самостоятельно.
Платы расширения устанавливались перпендикулярно генплате (аналогично современным PC) и фиксировались винтами. Из имевшихся 7 соединителей расширения 2 были зарезервированы для специальных функций (процессорной платы и т. п.), а остальные Slot 2…5 использовались платами стандартной поставки: псевдо-ПЗУ, контроллер НГМД, доп-ОЗУ, плата интерфейса (принтер, RS-232). Фактически свободным был только один соединитель Slot 6, традиционно используемый на Apple II для контроллера НГМД. Кроме того, в корпусе системного блока размещались сетевой блок питания и НГМД.
Сначала была выпущена первая установочная партия «Агатов» под индексом 4 в количестве около 100 шт., использовавшихся в некоторых школах и при написании ПО «Агата», в частности системы «Школьница» на базе языка РАПИРА. В оригинале «Агаты-4» имели корпуса серого цвета, но один из них был покрашен в красный цвет (под цвет корпуса монитора на базе весьма элегантного телевизора «Шилялис») и использован для фотографирования на проспект советской экспортной организации Элорг (Elorg). Этот же красный «Агат» изображён на обложке первого номера журнала «Микропроцессорные средства и системы» за 1984 год. В 1984 году (с 4 по 11 апреля) этот красный «Агат-4» представлялся Элоргом на выставке CeBIT. Кроме того, «Агат» выставлялся в июле 1983 года на «московской промышленной выставке» (вероятно, имеется в виду ВДНХ).
Один из первых «Агатов» был передан в Институт микрохирургии глаза, где машина использовалась специалистами при подготовке глазных операций. Этот экземпляр был замечен и описан в журнале BYTE глазным микрохирургом Leo D. Bores (ещё в 1976 году научившись у Святослава Фёдорова проведению радиальной кератотомии, он проводил семинары для американских врачей в его клинике и имел возможность ознакомиться с «Агатом» в августе 1983 и апреле 1984 года). Сохранилась фотография красного «Агата» с офтальмологическим расчётом и наложенным изображением хода операции на ТВ с камеры.
В дальнейшем компьютер подвергся конструктивной модернизации и был подготовлен к серийному производству. В соответствии с документацией подразумевались три варианта конфигурации серийного «Агата» под индексами 7, 8 и 9, отличающиеся объёмом памяти и числом НГМД. Реально поставлялись практически только компьютеры варианта «Агат-7» с одним НГМД и 96 К памяти. Изредка поставлялись конфигурации, называемые «Агат-8», с двумя НГМД или(и), 64(128) К памяти на генеральной плате и 64(128) К на плате дополнительного ОЗУ, но в связи с крайней ограниченностью реальных программных средств, способных воспользоваться дополнительной памятью, большого смысла в поставке таких машин не было. В будущем индекс 9 был использован для наименования совершенно новой разработки, чтобы существенно снизить объём вновь разрабатываемой и утверждаемой технической документации.

Компьютер «Агат-7» первых выпусков в металлическом корпусе с монитором на базе телевизора «Юность-404»
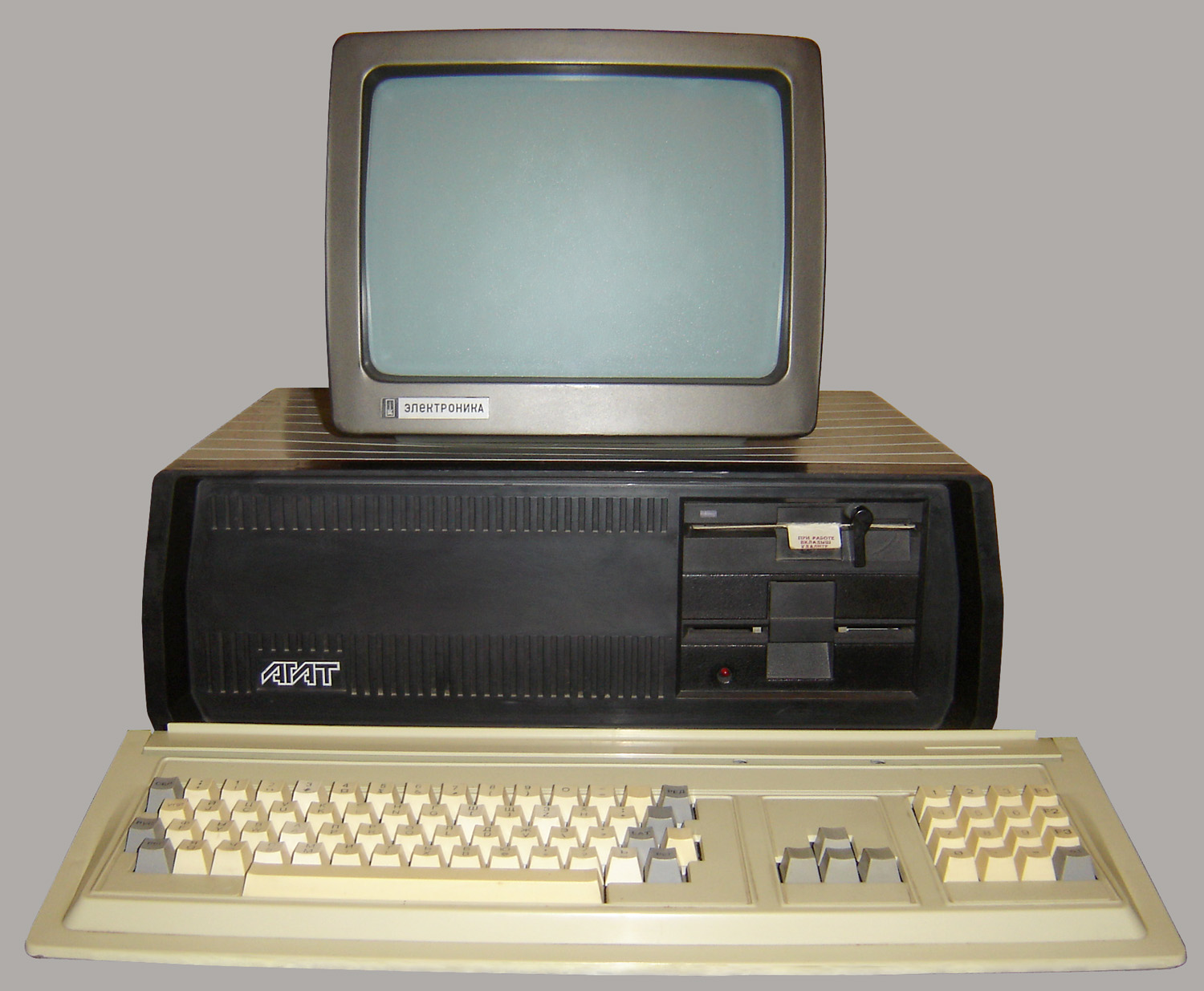
Компьютер «Агат-9» производства ЗЭМЗ с ч/б монитором МС6501, НГМД 840 К + 140 К и клавиатурой МС7004

## Этапы модернизации
Первые серийные компьютеры «Агат-7» выпускались в алюминиевом корпусе, окрашенном в два цвета: коричневые передняя панель системного блока и верхняя панель клавиатуры и светло-серые (может быть кремовые) остальные части корпуса и клавиатуры. Кнопки клавиатуры были одноцветными цвета слоновой кости. Корпус системного блока был оснащён откидывающейся ручкой для переноски (передней панелью вверх), а клавиатура при этом могла укладываться в нишу передней панели (имевшиеся у «Агата-4» защёлки фиксации клавиатуры в «Агате-7» уже отсутствовали). В целом «Агат-7» стал несколько крупнее (выше) опытного «Агата-4». Позже «Агат» вновь был подвергнут конструктивной доработке, приобретя более технологичный пластмассовый корпус с достаточно мрачными чёрными передней панелью и клавиатурой (последняя приобрела различную окраску кнопок) и светло-серыми крышками корпуса, при этом обводы корпуса стали ещё больше, чем у первого металлического «Агата-7». Освоивший к тому времени производство «Агата» Волжский завод ЭВТ сделал корпус одноцветным — светло-серым.

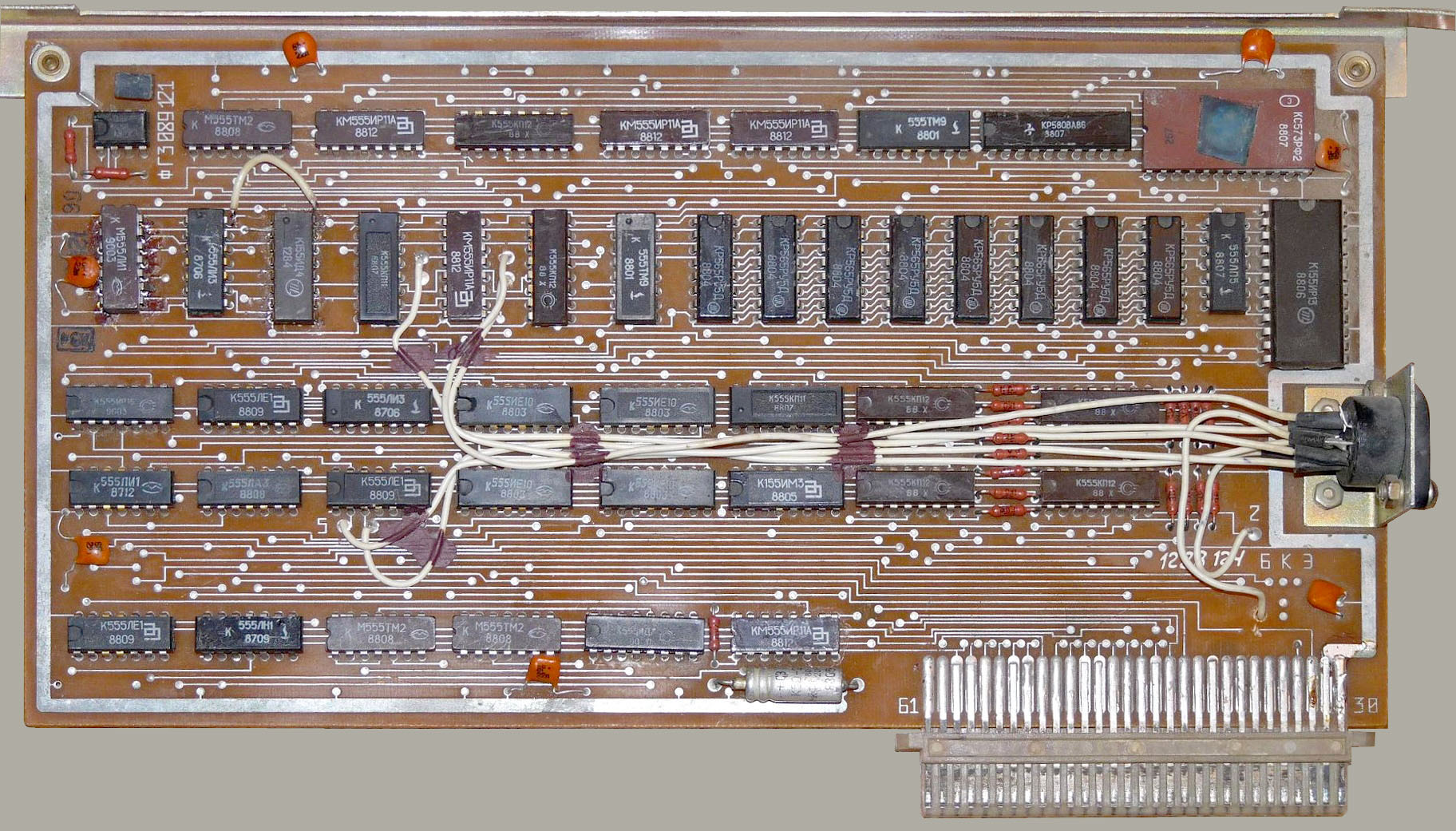
Плата ФГ3.089.121 знаменитая «эппловская ячейка», она же «ячейка 121»

Когда совместимость «Агата» с Apple II была признана желательной, разработчики реализовали решение с дополнительной платой видеоконтроллера, эмулирующей режимы отображения Apple II Plus. Эта плата имела децимальный номер ФГ3.089.121 и получила народное название «ячейка 121». Она не устанавливалась в серийные машины и в основном поставлялась как отдельное изделие. Плата содержала 64 К памяти, из которых фактически использовалась только половина, и обеспечивала работу видеорежимов Apple II Plus. Установленная в «Агат-7», она не мешала работе агатовских программ и оставалась незаметной. Для того, чтобы перейти к работе с «ячейкой 121», надо было переключить соединитель кабеля монитора от штатного гнезда Агата к гнезду на «ячейке 121» и выполнить загрузку со специального диска, выполняющего операции переключения работы процессора с основной памяти «Агата» (адреса $0000…$7FFF) на работу с памятью «ячейки 121» и загружающего монитор и BASIC аналогичные «зашитым» в ПЗУ Apple II Plus в плату псевдо-ПЗУ «Агата». Эмуляции распространённого расширения памяти Apple II — Language Card — «ячейка 121» не поддерживала.
Оригинальная система Apple II Plus Disk II обладала слабыми характеристиками (запись велась на одной стороне диска, объём — 140 К), поэтому к 1987 году был освоен в серийном производстве новый контроллер диска, позволяющий подключать стандартные накопители одинарной и двойной плотности, имеющие в разметке IBM объём от 360 до 720 К (реально были использованы двухсторонние НГМД двойной плотности (TEAC FD-55F, ЕС-5323, ЕС-5311), получившие в принятом на «Агате» формате разметки объём 840 К). Сам контроллер и формат физической записи разрабатывался вне НИИВК, но был любезно предоставлен официальным разработчикам «Агата» для подготовки к серийному производству. Использование оригинального решения и несовместимого с принятой у IBM физического формата записи были обусловлены отсутствием в тот момент времени (1984—1985) в номенклатуре серийно выпускаемых отечественных ИС необходимых контроллеров.
У используемого на «Агате» формата файловой системы Apple DOS не было возможности поддерживать диски, содержащие более 40 дорожек по 32 сектора ввиду фиксированного размера карты использования секторов, размещаемой в составе VTOC (формат ProDOS на «Агате» распространения не получил). Чтобы обеспечить управление дисками увеличившегося объёма без отказа от ставшего стандартом формата файловой системы, разработчик контроллера применил разделение диска на несколько томов, благо Apple DOS изначально поддерживала эту функцию на уровне командного языка и параметров запросов. Диск объёмом 840 К, содержащий 160 логических дорожек (2 стороны по 80 дорожек) по 21 сектору (256 байт) был разбит на четыре тома по 40 логических дорожек, при обращении к диску обозначаемые как V1, V2, V3 и V4.
Чисто практически работа с диском, разделённым на несколько томов, оказалась не очень удобной, поэтому программистами НИИВК была произведена модернизация формата Apple DOS, позволяющая оперировать расширенной картой использования секторов, размещаемой в нескольких секторах диска. Большинство программ, непосредственно оперирующих дисками, были оперативно переработаны для работы с новыми НГМД, так как последние обладали очень привлекательными потребительскими свойствами.
Для поддержки нового контроллера НГМД использовался новый подход к построению низкоуровневой программы RWTS. Программа RWTS получила механизм кеширования запросов на выполнение операций чтения и записи секторов, обеспечивающий достижение теоретического максимума скорости обмена — один оборот на дорожку плюс 1 сектор. Этот механизм обеспечил заметное увеличение скорости работы с дисками не только в сравнении с оригинальной Apple DOS 3.3 (работавшей крайне медленно из-за ошибки в реализации — чтение или запись целой дорожки происходили за 16 оборотов диска), но и по сравнению с различными SuperDOS, FastDOS (значительно ускорявшими процесс чтения), а также с аналогичными НГМД на других системах (PC, Spectrum, Корвет и т. п.).
Новый контроллер НГМД обычно устанавливался в соединитель Slot 5, а плата интерфейса перебиралась на свободный соединитель или просто изымалась из компьютера. Вкупе с распространением «ячейки 121» в корпусе «Агата-7» стало тесно, и возможности расширения фактически отсутствовали. Назрела необходимость новой модернизации «Агата» с большей интеграцией функций в рамках генплаты.

## 2-е поколение ПЭВМ «Агат»

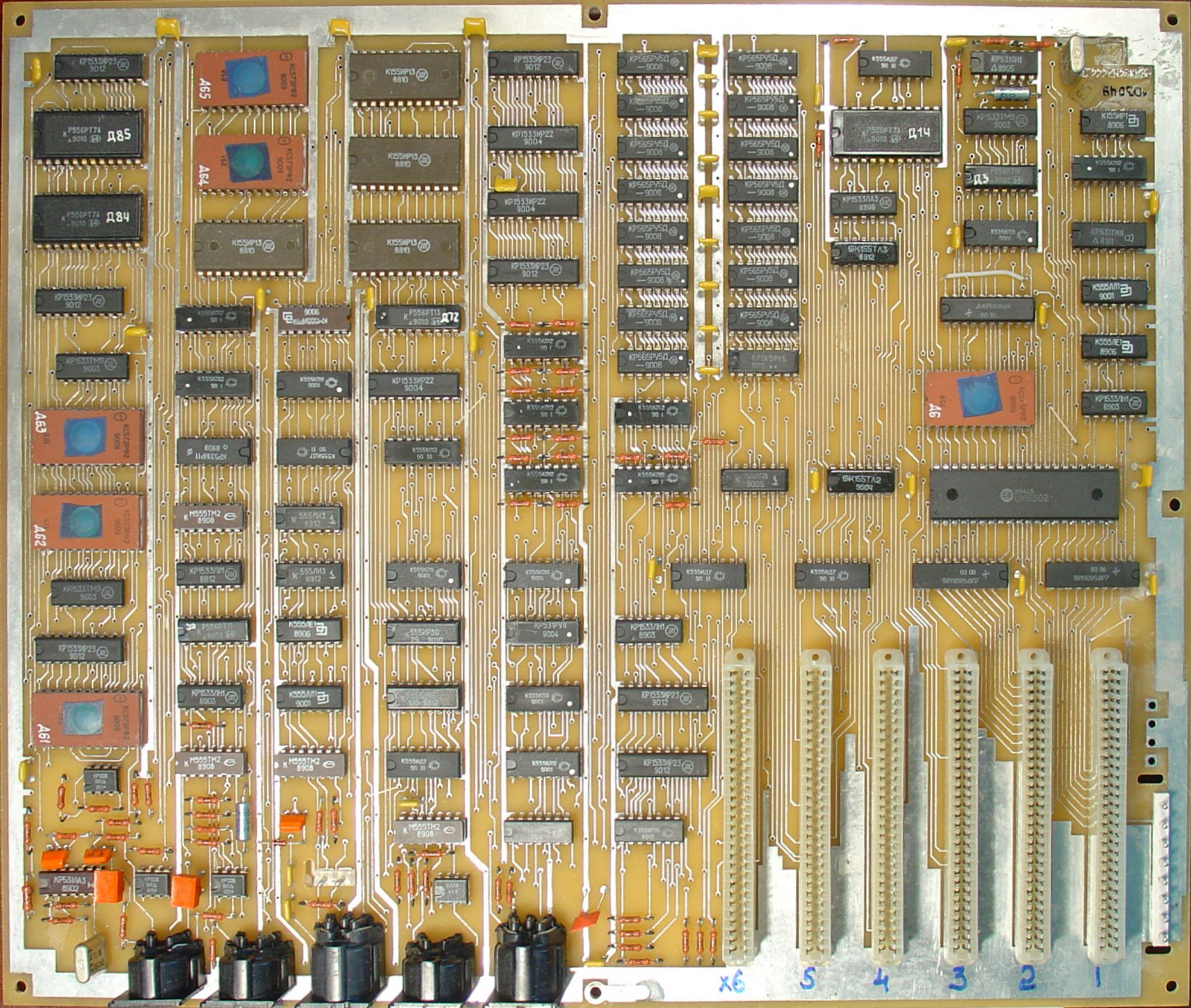
Генеральная плата «Агата-9» (ЗЭМЗ)

При дальнейшем совершенствовании «Агата» было принято решение отказаться от платы процессора, сам процессор и все необходимые схемы были размещены на генплате, а также непосредственно на ней были реализованы видеорежимы Apple II Plus (за исключением графики 40×48 точек). Основная память, установленная на генплате, приняла стандартный объём, равный 128 К, при этом для режима «Apple» были реализованы функции расширения памяти Language Card. «Превращение» компьютера в Apple II Plus происходило аналогичным для «Агата-7» с «ячейкой 121» образом — со специального диска производилась загрузка монитора и BASIC Apple II Plus в память, выполняющую функции эмуляции ПЗУ Apple II Plus, после чего он работал как Apple II Plus 64 К, причём больше не было необходимости переставлять соединитель кабеля монитора.
В режиме «Агат» память, установленная на генплате страничным способом, могла подключаться не только к младшим 32(48) К адресного пространства, но и к другим адресам, которые в «Агат-7» обслуживались платами доп-ОЗУ и псевдо-ПЗУ, причём точно такими же возможностями обладали и платы расширения памяти. Кроме того, появились новые графические режимы: 4-цветный 256×256 точек и ч/б 512×256 точек (но одновременно был исключён режим графики низкого разрешения 64×64 точки), а текстовые режимы наконец-то получили 8-разрядный знакогенератор, включающий строчные буквы и дополнительные знаки. Компьютер с новой генплатой приобрёл уже использовавшийся виртуально старый индекс «Агат-9» (как упоминалось ранее, для уменьшения количества выпускаемой документации).
В конструкции «Агат-9» стали не нужными плата процессора, платы доп-ОЗУ и псевдо-ПЗУ, а также «ячейка 121». Обычная комплектация включала контроллеры НГМД (либо только 840 К, либо 840 К и 140 К) и плату интерфейса, доработанную для выполнения только функции контроллера принтера (плата получила программную совместимость с «Apple II Parallel Printer Interface Card», включая «прошивку» драйвера), два соединителя расширения при этом оставались свободными. Для расширения памяти сверх 128 К можно было устанавливать платы расширения ОЗУ объёмом 128 К. Дополнительным достоинством новой платы расширения памяти была поддержка режима Apple II, в котором она эмулировала плату «Saturn 128 K RAM Card». Чтобы согласовать одновременное использование НГМД 840 К и 140 К, в режиме «Агат» было изменено направление сканирования соединителей расширения при поиске платы НГМД, благодаря чему загрузка автоматически выполнялась в режиме «Агат» с НГМД 840 К, а после перехода в режим Apple — с НГМД 140 К.

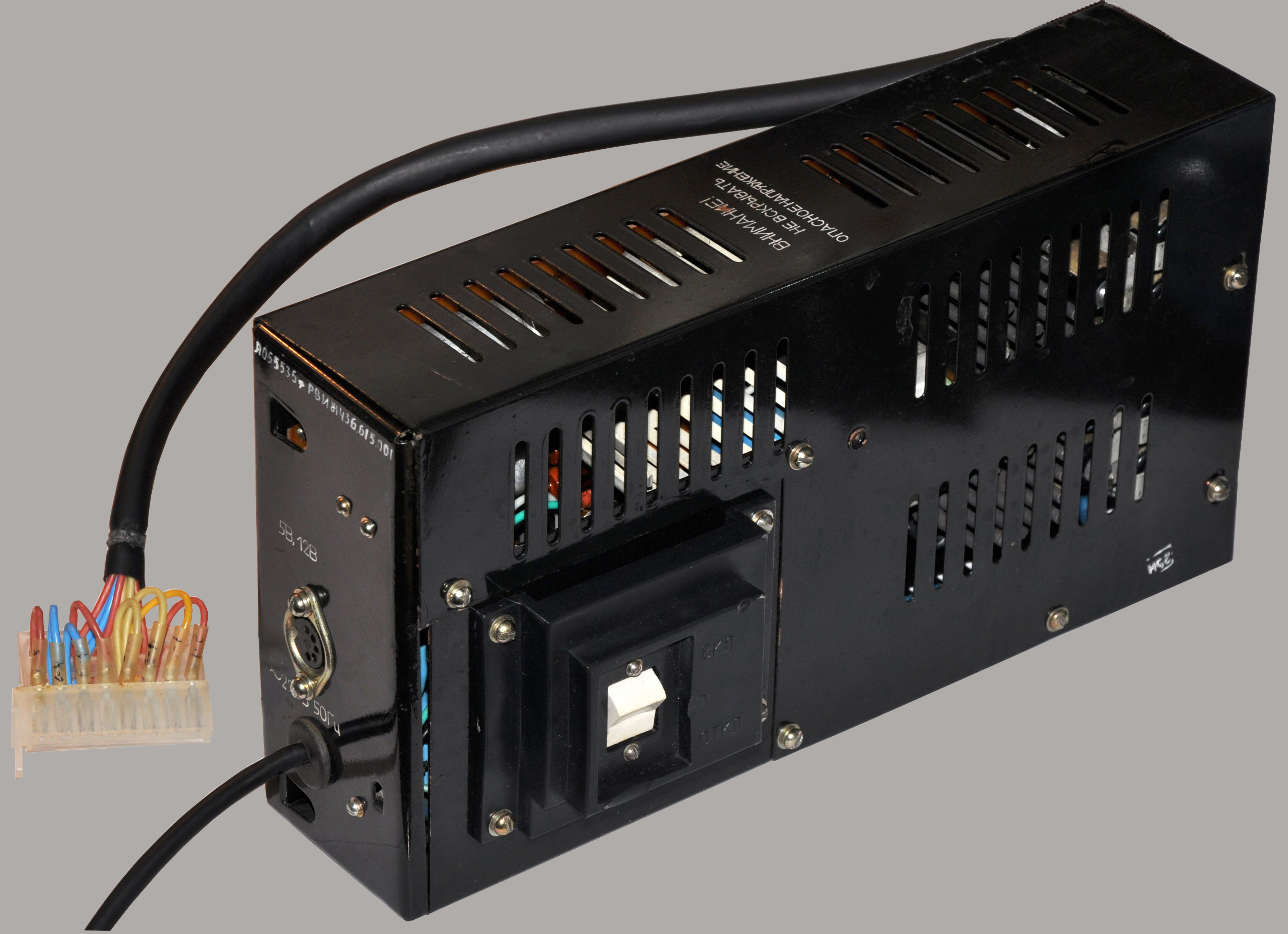
Усовершенствованный блок питания (ЗЭМЗ)

Одним из недостатков «Агата-9» являлось отсутствие средств эмуляции режимов управления памятью «Агата-7», сделавшее «Агат-9» несовместимым со многими программами «Агата-7», хотя в большинстве случаев доработка программ была не слишком сложной.
«Агат-9» стал последней серийной модернизацией «Агата». Изменения, которым он подвергался впоследствии, носили в основном непринципиальный технологический характер. В рамках модернизации, произведённой для Загорского электромеханического завода, помимо очередных конструктивных изменений корпуса был разработан новый блок питания (БП). Конструкция нового БП существенно отличалась от предыдущих: он имел другие габаритные размеры, а выключатель питания был перенесён с задней стенки на боковую. Наряду с системным блоком новый БП обеспечивал и питание ч/б монитора МС6105, что сделало ненужным комплектование монитора специальным выносным БП.

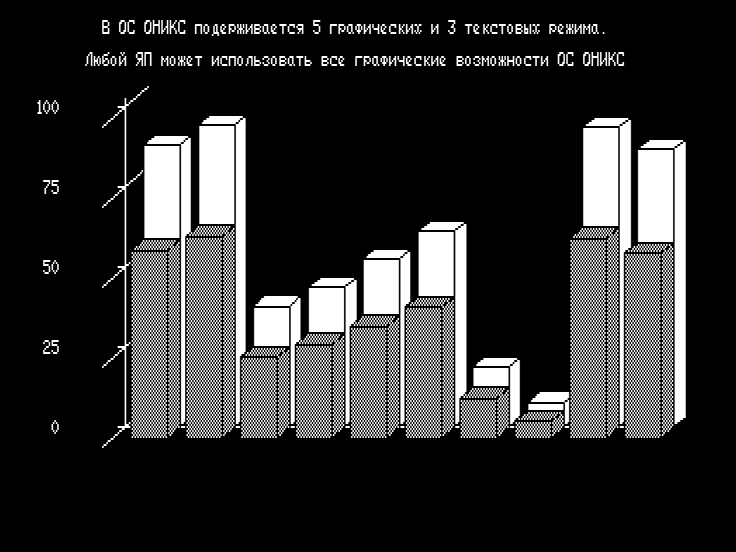
Графический режим 512×256 точек
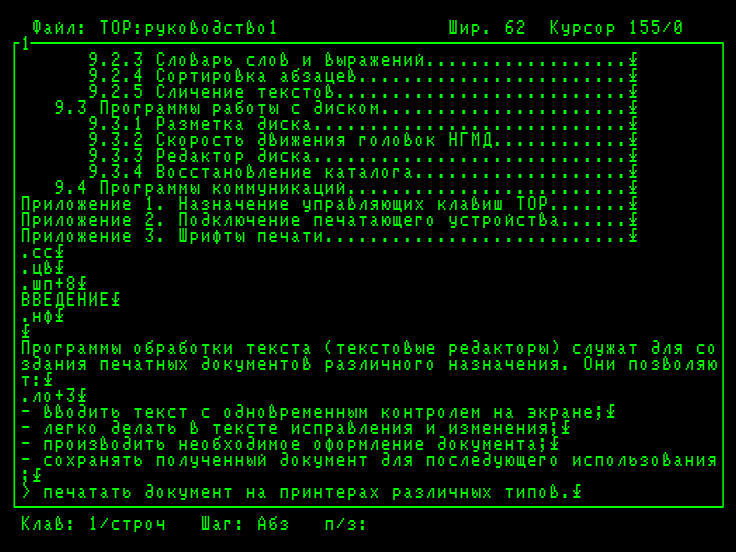
Дополнительные палитры в монохромных режимах. Здесь — текст 64×32

## Платы и устройства расширения
Для «Агата» был разработан ряд плат расширения и дополнительных устройств. Разработки выполнялись как инженерами НИИВК, так и другим предприятиями, а также частными лицами. Ниже приведён список некоторых изделий.
- Модуль локальной сети (НИИВК). Предназначен для создания локальных сетей на базе ПЭВМ «Агат-7» и «Агат-9». Обеспечивается одноранговая сеть до 256 абонентов (ПЭВМ «Агат-7» и «Агат-9») на дистанции до 1000 м, со скоростью передачи 62,5 кбит/с[18]. Поддерживает функционирование систем программирования BASIC, Рапира, язык ассемблера и пакетов прикладных программ — СУБД «Эврика», СЧМ, СПТ «Агат-автор». Для функционирования сети достаточно, чтобы хотя бы одна из ПЭВМ сети была обеспечена НГМД ЕС 5323.
- Модуль «Стык-2» (НИИВК). Программно-аппаратные средства межмашинной коммуникации по интерфейсу RS-232 («СТЫК С2»). Обеспечивают передачу файлов и информации по протоколу «КЕРМИТ» между ПЭВМ «Агат-7», «Агат-9» и ЭВМ других типов (ПЭВМ ЕС 1840/41/42 и РС АТ/ХТ, ЭВМ класса СМ и т. д.), создание сетей на базе разнородных ЭВМ. Модуль последовательного интерфейса имеет два порта, обеспечивающие синхронный и асинхронный режимы работы со скоростью передачи до 9800 кбит/с, имеется программируемый 16-разрядный таймер, ПЗУ модуля объёмом 2 Кбайт, содержит набор стандартных подпрограмм работы с портами.
- Плата контроллера НГМД «Card-93» (НТК «Спрайт»). Построена на базе ИС КР1818ВГ93 (WD1793). Позволяла читать дискеты, записанные на компьютерах ДВК, PC, Спектрум. В неактивном состоянии могла пропускать сигналы линий штатного контроллера 840 кБ сквозь себя, не мешая его работе, обеспечивая поочерёдное управление одним НГМД от двух различных контроллеров.
- Контроллер жёсткого диска (НТК «Спрайт»). Построен на базе ИС 1809ВГ7 (i82062), предназначен для работы с жёсткими дисками типа MFM. Работа с HDD была поддержана со стороны: «Спрайт-ОС», ОС локальной сети (ИКП-1), КПОН («Школьница», «Агат-автор», BASIC).
- Плата «Nippel Clock Card» («Ниппель»). Построена на базе ИС 512ВИ1 (MC146818), включает литиевый элемент питания. Обеспечивает непрерывный отсчёт времени и энергонезависимое хранение параметров (аналог «CMOS» IBM PC).
- Плата «Communication Extension for AGAT 7/9» (НТК «Спрайт»). Включала последовательный порт на базе ИС 580ВВ51 (i8251) и 580ВИ53 (i8253) и часы на базе ИС 512ВИ1 (управление совместимо с «Nippel Clock Card»). Обеспечивала подключение различных модемов на скорости от 2400 до 14400 бод, приём и отправку почты по протоколу UUCP.
- Универсальный контроллер ввода-вывода на базе процессора 1816ВЕ35 (НТК «Спрайт»). Предназначен для разработки и отладки программ микроконтроллера 1816ВЕ35 (i8035). В комплект поставки входит: кросс-ассемблер, дизассемблер, редактор, интерпретатор, отладчик. Обеспечивает подключение к ПЭВМ «Агат» различных манипуляторов (мышь, джойстик), клавиатур (от ДВК, IBM PC и т. д.), принтеров, модемов, других компьютеров. Загружаемое ОЗУ микропрограмм процессора позволяет подключать различные периферийные устройства таким образом, что для центрального процессора «Агата» эмулируется работа штатных устройств (клавиатура, пульты).
- Плата процессора повышенной производительности («Ниппель»). Обеспечивает работу в режиме сопроцессора с 5-кратной по отношению к ЦП производительностью. Построена на базе микропроцессора 4.К602ВМ1 (65C02) в режиме «разгона» до 5 МГц при напряжении питания 15 В и содержит 64 К полноскоростной двухпортовой памяти на базе ИС 132РУ10.
- Манипуляторы «мышь». Подключались манипуляторы УВК-01 «Марсианка» («Ниппель», подключалась через плату интерфейса «Агат-7», а также в варианте со специальным контроллером «Nippel Mouse Card») и ММ8031 от ПЭВМ «Корвет» («ЮСН», подключалась через плату принтера «Агат-9»). С помощью платы на базе микроконтроллера 1816ВЕ35 могли подключаться «мыши» от PC (НТК «Спрайт»). Управление с помощью мыши было поддержано рядом программных продуктов, среди которых графические редакторы «Markis» и «MouseGraf».
- Музыкальный комплекс (Новосибирская консерватория). Включал ПЭВМ «Агат», музыкальную клавиатуру 3—5 октав, синтезатор семиканальный (ЯЗС5/2СК — воспроизведение оркестровой партитуры, пять мелодических и два ударных канала, псевдостерео выход, подключение музыкальной клавиатуры), акустический ввод и адаптер MIDI (ЯАВМИ — ввод сигнала с микрофона, ввод-вывод информации в стандарте MIDI, микрофон с микрофонным усилителем, головные телефоны). Программное обеспечение: «Графический нотный редактор», «Текстовый нотный редактор»[19], «Сольфеджио», «Клавиатура», «Высота», «Ритм», «Диктант», «Чтение», «Музыкальный конструктор», «Дискотека», «Игра — ДМ1», «Игра — ДМ2».
- Конвертер файлов на 12,6-миллиметровой магнитной ленте на базе НМЛ СМ5300.01 (НТК «Спрайт»). Предназначен для обмена информацией с ЭВМ серий СМ и ЕС или для ведения архива большого объёма. Включает контролер НМЛ и пакет обслуживающего ПО. Позволяет наладить обмен данными посредством магнитной ленты с любой из машин, оснащённых подобными НМЛ (в частности СМ-1, СМ-2, СМ-3, СМ-4, М6000, СМ1420, ЕС: и т. п.), так как предусмотрена возможность чтения/записи ленты в физическом (зонном) формате. Устройство сопряжения может быть в варианте для подключения к стандартному параллельному интерфейсу ПЭВМ «Агат» или для установки в соединитель системной шины. Максимальная ёмкость магнитной ленты — 12 МБ, максимальное количество обслуживаемых НМЛ — 2 шт, скорость обмена с накопителем — 10 кБ/с, плотность записи — 32 бит/мм.
- Модем АМ1200. Телефонный модем, обеспечивающий связь между ПЭВМ «Агат» или PC. Скорость обмена — 1200 бод. В комплект поставки модема входит программа для обмена сообщениями между пользователями «Агатов» в режиме «Чат».
- Комплекс титровальный (Живулин Дмитрий, «Виконт»). Предназначен для формирования текстовых и графических изображений (титров, объявлений, субтитров, эмблем, бегущей строки и т. п.) с последующим замешиванием их в видеосигнал. Специальное ПО «Телетекст», «Цвет», «Титры», обеспечивает создание сценариев передачи объявлений, титров. Комплекс использовался в нескольких районных студиях Москвы. Агат применялся и в телевизионных студиях других городов. Достоверно известно использование Агатов в студиях Алма-Аты, Тынды (студия ТАТТ), Ташкента («Delta»/«Bat», студия «Авиа-кадр»). Также Агат был задействован на Ленинградском телевидении (НТК «Спрайт»), в частности, он использовался для создания заставки программы «600 секунд».
- Световое перо «Агат-указка». Предназначено для обеспечения функции указания при оснащении ПЭВМ «Агат» большим демонстрационным монитором. Изначально указание производилось с помощью манипулятора «джойстик», в последующем «джойстик» был заменён на световое перо.
- Комбинированное устройство, включающее знакогенератор с загружаемыми набором символов и схему управления цветовыми палитрами (НТК «Спрайт»). Предназначено для разработчиков редакторов и других программ, использующих специальные наборы символов (экзотические алфавиты, математическая символика, псевдографика и т. п.) и дополнительные средства цветного и полутонового изображения. Обеспечивает отображение стандартного и загружаемого наборов символов (полная таблица — 256 знаков) и цветовую палитру для сопоставления каждому из 16 цветов любого из 4096 оттенков. На базе данного устройства с национальными символами в знакогенераторе создавались региональные версии «Агат-автор».
- Комплекс ввода и обработки изображений с телекамеры (НТК «Спрайт»). Предназначено для создания базы данных с изображениями качества газетной фотографии небольшого размера, фиксация кадров телепередачи, видеофильма, съёмка натуры. В комплекс входят: плата ввода видеосигнала, видеокамера, комплект программ управления съёмкой, комплект программ подготовки и выдачи на печать.
- Поддержка плоттера XY 4150 (НТК «Спрайт»). Для подключения плоттера используется плата на базе микроконтроллера 1816ВЕ35. Управление обеспечивается в среде «Спрайт-ОС».

## Программное обеспечение

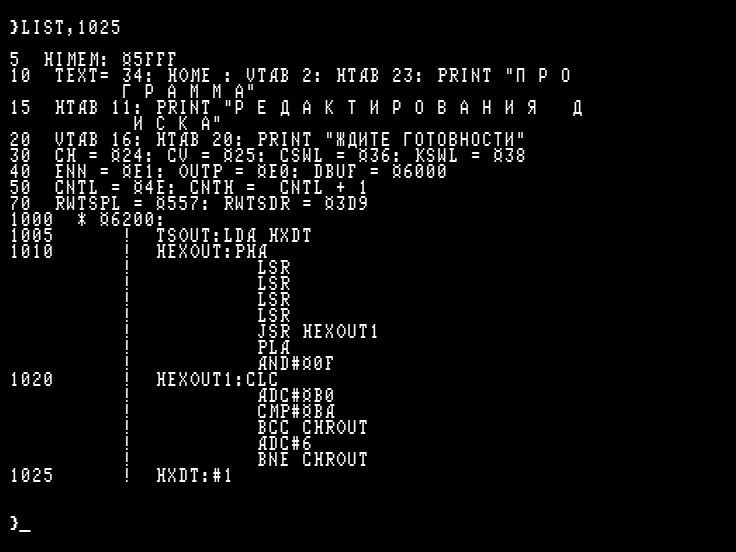
Программа на BASIC с ассемблерной вставкой

Начало разработкам ПО для «Агата» было положено в НИИВК ещё до выпуска первой промышленной партии ПЭВМ. Основу ПО «Агата» составила система программирования BASIC, выполненная на базе Apple DOS 3.3 и интерпретатора Applesoft BASIC. Apple DOS была адаптирована для обеспечения автоматической загрузки интерпретатора, а интерпретатор BASIC был подвергнут доработке для корректной работы с режимами отображения «Агата», а также оснащён компактным ассемблером, позволяющим включать программные модули на языке ассемблера непосредственно в программу на BASIC. Кроме того, по сравнению с оригинальным интерпретатором Applesoft, доработанный интерпретатор BASIC для «Агата» позволял работать с шестнадцатеричными константами, присваивать вещественным переменным целые константы, а также использовать для переменных имена большой длины (Applesoft различал лишь четыре символа имени переменной).
Интерпретатор широко распространился на «Агате-7» под названием «Бейсик-60» (по размеру загрузочного файла в секторах по 256 байтов). В дальнейшем интерпретатор был вновь доработан (для передачи в фонд алгоритмов и программ — ГосФАП), получив возможность автоматического поиска и замены по тексту программы, специальные директивы записи/чтения на диск пула BASIC-переменных и запуска другой программы с передачей ей пула переменных от предыдущей. Усовершенствованный интерпретатор был известен под названием «Бейсик-67» (ФГ.00012-01) и ограниченно использовался на «Агате-7» ввиду несовместимости с «Бейсиком-60» различных точек вызова программного кода, хотя и не специфицированных, но использовавшихся рядом программ. Лишь с появлением «Агата-9» данная версия интерпретатора окончательно утвердилась как основная.
В начальный период производства «Агата-7» в комплекте с ПЭВМ поставлялось следующее ПО:
- Диск 1 — дисковая операционная система, интерпретатор BASIC (60), тест комплексный;
- Диск 2 — тест памяти.

Первыми программными пакетами для ПЭВМ «Агат» стали оригинальная СПТ (Система подготовки текстов) «Агат-Автор» и СЧМ (Система численного моделирования), являющаяся адаптацией и расширением программы VisiCalc (родоначальника программ Lotus 1-2-3, Microsoft Works, Microsoft Excel и т. п.), одними из первых игровых программ — программы для игры в шахматы («Анацефал 1» — несмотря на скромное название, игравшая, по отзывам любителей шахмат, лучше большинства аналогов на Apple II) и шашки.

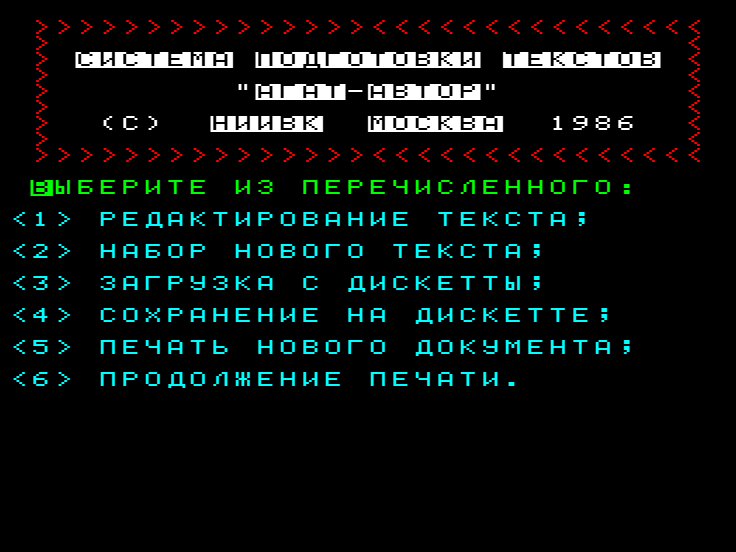
СПТ «Агат-Автор»
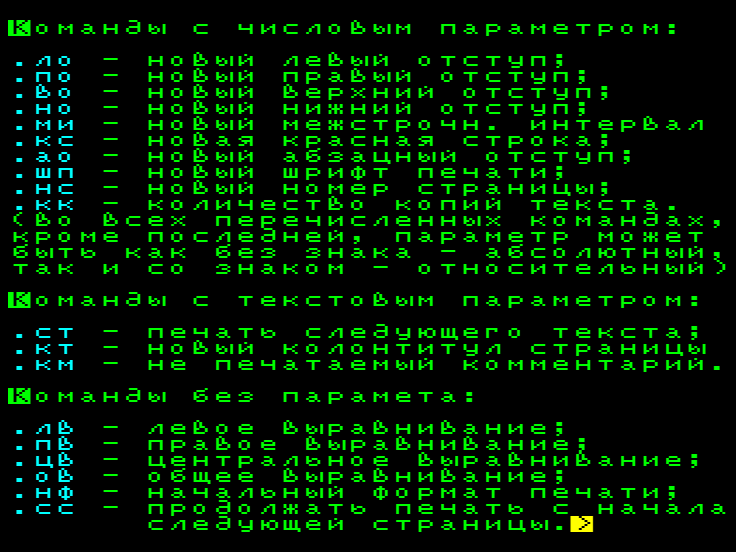
Команды форматирования «Агат-Автора»
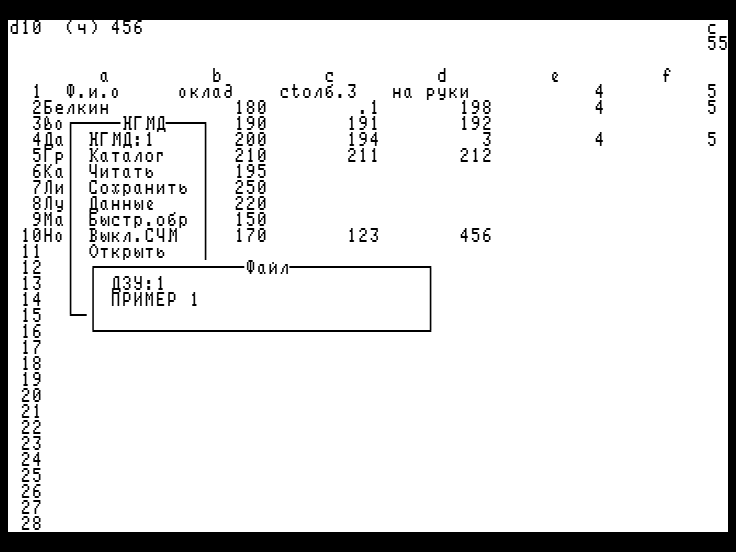
СЧМ
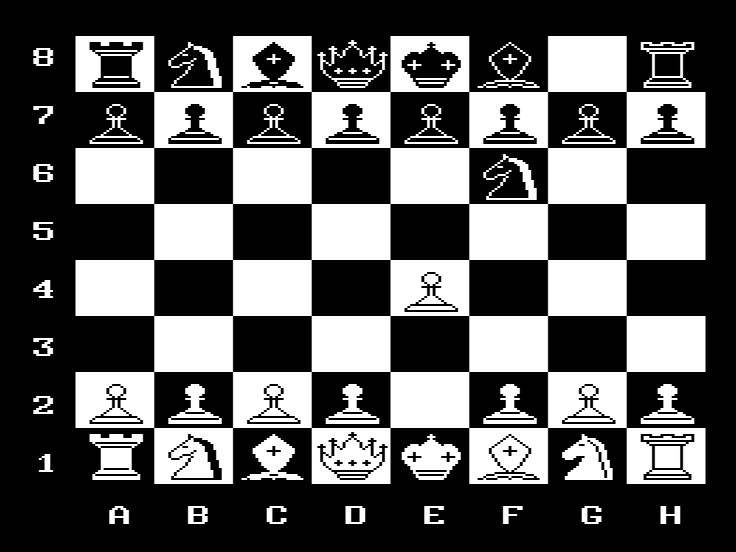
Программа «Анацефал 1»

СПТ «Агат-Автор» была создана в 1985 году. Она состояла из экранного редактора текстов и подсистемы вывода на печать, осуществляющей форматирование. Текст набирался свободным потоком абзацев, перемежающихся специальными командами форматирования, обеспечивающими управление выравниванием абзаца (влево, вправо, по центру, с обеих сторон), установку отступов, интервалов, шрифтов (в рамках встроенных возможностей матричного принтера) и т. п. В первом варианте СПТ не было возможности вводить дополнительные команды форматирования по ходу абзаца, также не было средства просмотра результата форматирования на экране. При дальнейшей модернизации эти возможности были реализованы. В течение ряда лет «Агат-Автор» был основным средством набора текстовых документов на Агате.
СЧМ практически повторяла оригинальный VisiCalc. Из дополнительных функций имелась возможность экспорта и импорта данных через текстовые файлы (СЧМ как и VisiCalc использовала для хранения таблиц свою несовместимую с DOS 3.3. файловую систему). При последующих модернизациях СЧМ была переработана для работы в режиме 64×32 символа, появилась возможность создания таблиц с колонками различной ширины.
В связи с ведущимися ВЦ СОАН СССР (Вычислительный центр Сибирского отделения академии наук СССР, г. Новосибирск, с 1997 года Институт вычислительной математики и математической геофизики СО РАН) работами по созданию экспериментальной системы «Школьница» на базе компьютера Apple II, в 1982 году НИИВК заключил с ВЦ СОАН договор о сотрудничестве, в соответствии с которым НИИВК предоставлял технические средства, а ВЦ СОАН производил разработку «Школьницы» для ПЭВМ Агат. В немалой степени это стало следствием близости архитектуры «Агата» и Apple II и возможности использования последнего в качестве кросс-средства. В результате к 1985 году была создана полнофункциональная операционная система на базе интерпретатора языка РАПИРА, обеспечивающего также работу в режиме языка Робик.

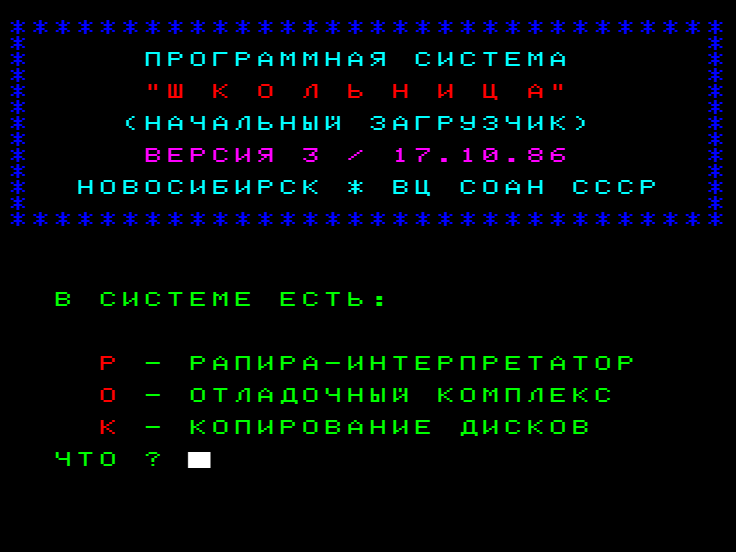
Система «Школьница»
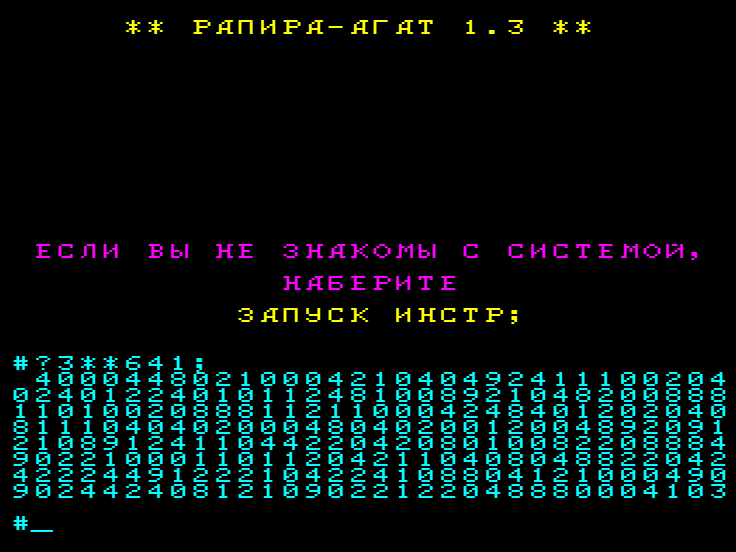
Интерпретатор РАПИРА. Вычислено значение 3641
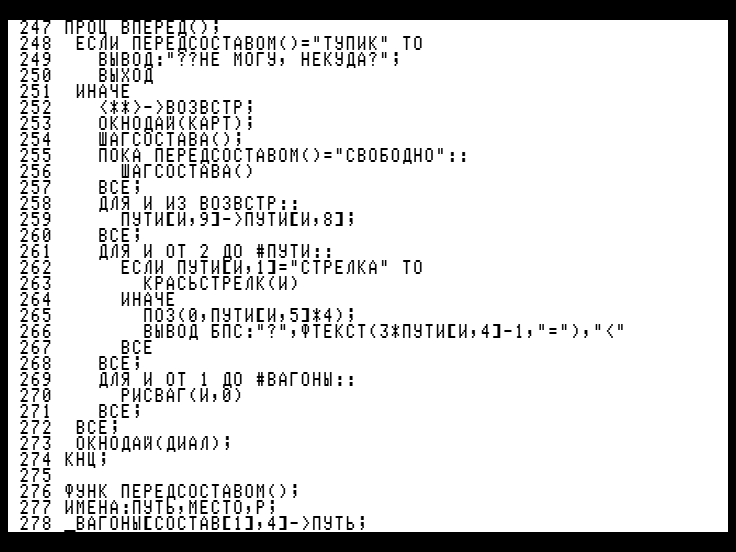
Программа на РАПИРА
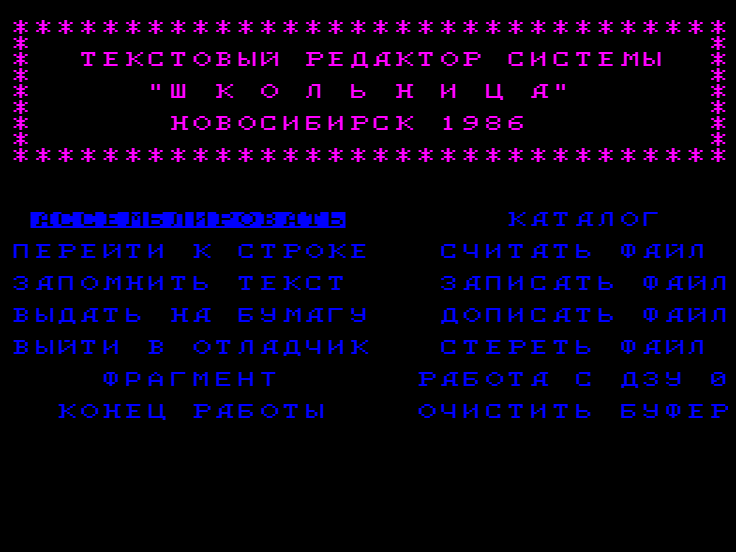
Отладочный комплекс

РАПИРА является языком программирования, созданным специально для целей обучения. В целом построение программы на РАПИРА аналогично другим алголоподобным языкам. Его особенностями были русскоязычная семантика, присваивание слева направо (A + B -> C), нетипизированные переменные (одной и той же переменной по ходу программы можно присвоить целое значение, вещественное или даже кортеж), кортежи — массивы из элементов произвольного типа. Реализация целого типа допускала работу со значениями до 21015. Помимо чисто учебных, на РАПИРА создавались и прикладные программы, включая специализированные, например программа «Копитрек» для восстановления данных на НГМД 140 К. Недостатками являлись невысокая производительность интерпретатора, связанная прежде всего со сложностью структур данных, а также затраты времени на предварительную компиляцию исходного текста на РАПИРА в промежуточный код непосредственно после загрузки или при запуске.

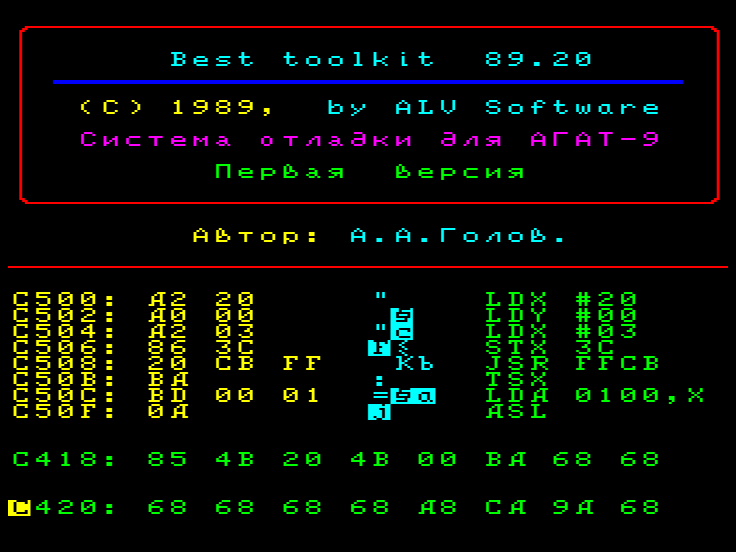
«Best Tool Kit 89.20»

В последующем в комплект «Школьницы» вошёл «Автономный отладчик», использующий модули управления файлами, разработанные для интерпретатора РАПИРА, и в отличие от связки Apple DOS + монитор высвобождающий максимальный объём ОЗУ, для загрузки и отладки двоичных программ. Отладчик быстро перерос в «Отладочный комплекс» — не связанную непосредственно с РАПИРА систему программирования на языке ассемблера, содержащую помимо отладчика экранный редактор исходных текстов и ассемблер, являющийся адаптацией ассемблера «EDASM». «Отладочный комплекс» создавался для технического обеспечения процесса дальнейшей разработки системы «Школьница» уже без участия Apple II, но в реальности использовался большинством программистов и на длительный период стал основным средством разработки различного ПО для «Агата».
Так как среди программистов «Агата» были широко распространены работы по дизассемблированию и адаптации ПО с Apple II, идея автономного отладчика оказалась востребованной, но конкретная реализация в виде «Отладочного комплекса» не отвечала в полной мере этим задачам. В частности, он не обеспечивал работу со стандартными файлами типа «B» (только со своими объектными файлами типа «K») и имел скромный набор сервисных функций. В результате работ по вычленению отладчика из состава «Отладочного комплекса» (и в целом «Школьницы») и дооснащению его необходимым функционалом появился «Агат-Отладчик», впоследствии переименованный в «Best Tool Kit». Отладчик быстро обрастал дополнительными сервисными функциями и, благодаря специфицированию интерфейсов доступа к важнейшим функциям для работы в его среде других программ, уверенно превращался в специфическую операционную систему для нужд программиста. С выходом «Агата-9» система «Best Tool Kit» при соответствующей переработке подверглась разветвлению и в дальнейшем совершенствовалась разными группами программистов независимо друг от друга, фактически как различные ОС.
С выходом «Агата-9» разработчиками НИИВК была произведена переработка ПО, идущего непосредственно в комплекте с ПЭВМ. В первую очередь переработка была связана с необходимостью адаптации ПО к «Агату-9», так как системное ПО от «Агата-7» на нём выполняться не могло. Другим фактором стало широкое распространение НГМД ёмкостью 840 К, который на «Агате-9» стал основным, в результате чего распространённая ранее идеология «один пакет — один диск» стала подвергаться изменением в сторону наборов из нескольких пакетов в составе одного диска. Первым таким официальным пакетом стал выпущенный НИИВК комплект ПО под названием ИКП (Инструментальный комплекс программиста).
ИКП представлял собой специальный загрузчик, выполненный в виде графического меню, позволяющий выбрать и загрузить один из пяти программных пакетов. В комплект ИКП входили следующие пакеты:
- «РАПИРА» — система программирования на языке РАПИРА из состава «Школьницы»;
- «Бейсик» — система программирования на языке BASIC-Агат;
- «Applesoft» — пакет, переводящий «Агат-9» в режим совместимости с Apple II;
- «Ассемблер» — отладочный комплекс из состава «Школьницы»;
- «Копирование» — программа для копирования дисков и файлов.

Кроме программного кода диск содержал файлы с описаниями программных пакетов комплекса. Был также выпущен вариант ИКП для «Агата-7», содержащий аналогичные компоненты за исключением «Applesoft», ввиду отсутствия у Агата-7 стандартной поставки режима совместимости с Apple II. Вместо пакета «Applesoft» ИКП для «Агата-7» включал СПТ «Агат-Автор».

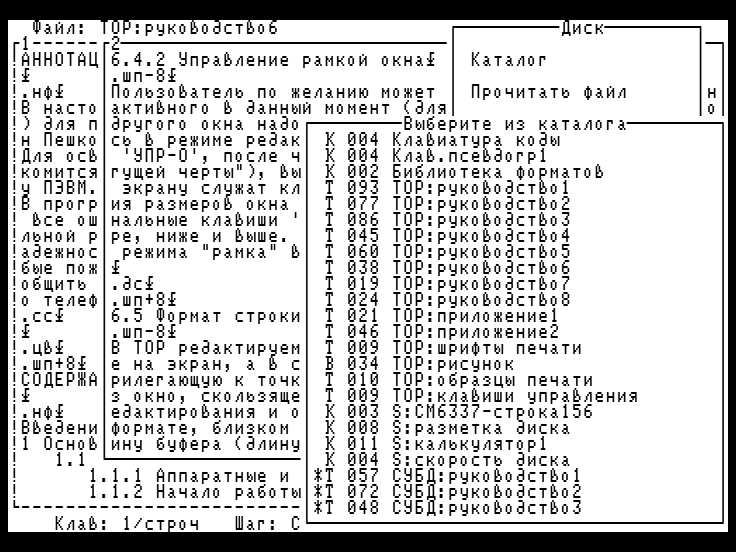
Текстовый редактор «ТОР»
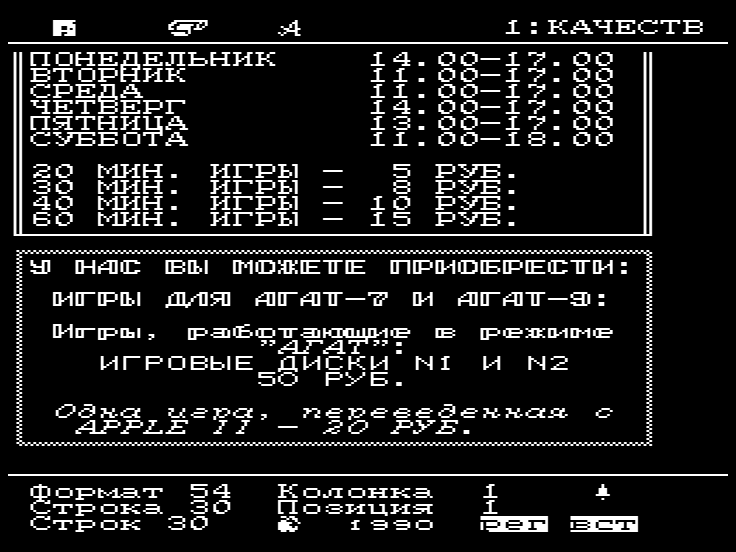
СПТ «Автограф»
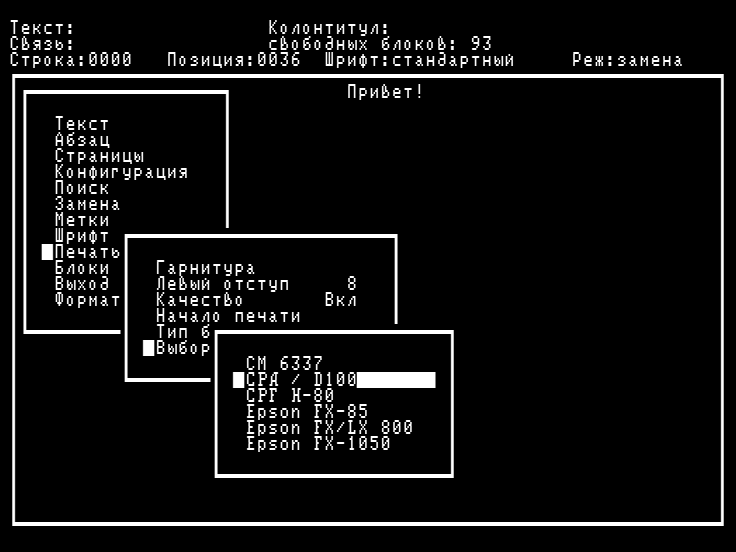
Текстовый редактор «WordMaster»

Другим комплектом ПО, выпущенным НИИВК, стал КПОН (Комплекс программ общего назначения), оформленный в едином стиле с ИКП и содержащий:
- «СУБД» — система управления базами данных «Парус»;
- «СПТ» — СПТ «Агат-Автор»;
- «СЧМ» — Система численного моделирования;
- «КОПИ» — программа «Копирование» из комплекта ИКП.

В последующем в ОКБ ЛЭМЗ был собран новый вариант комплекса — КПОН II, включающий вместо СПТ «Агат-Автор» новый редактор «ТОР», а также существенно доработанные версии других пакетов. Последняя версия КПОН IV (выпущенная под маркой спонсора разработки ЗАО «Круг») включала также графический редактор «MouseGraf».
СПТ «Агат-Автор» на протяжении ряда лет служила основным средством набора и печати текстовых документов на «Агате», обладая при этом рядом недостатков: не очень удобный редактор текстов, слабые сервисные функции и возможности оформления текста, отсутствие механизмов расширения функционала. Появление «ТОР» (Текстовый оконный редактор) можно считать прорывом в этой области. Появились средства работы с окнами, позволяющие просматривать несколько частей одного файла или одновременно несколько файлов, радикально улучшились средства диалога, построенные на базе всплывающих меню, появились возможности работы с псевдографикой, намного удобнее стал процесс оформления таблиц. «ТОР» получил механизмы расширения в виде подключаемых модулей (аналог современных plugin-ов), причём ряд таких модулей входил уже в комплект поставки.

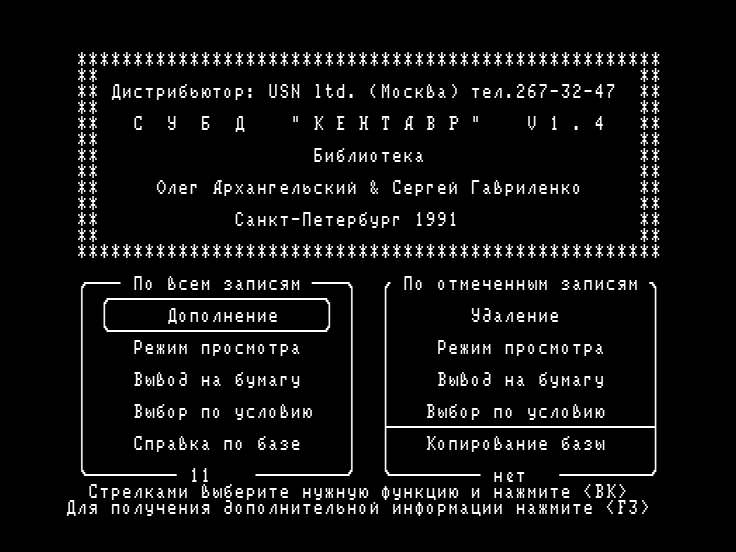
СУБД «Кентавр»
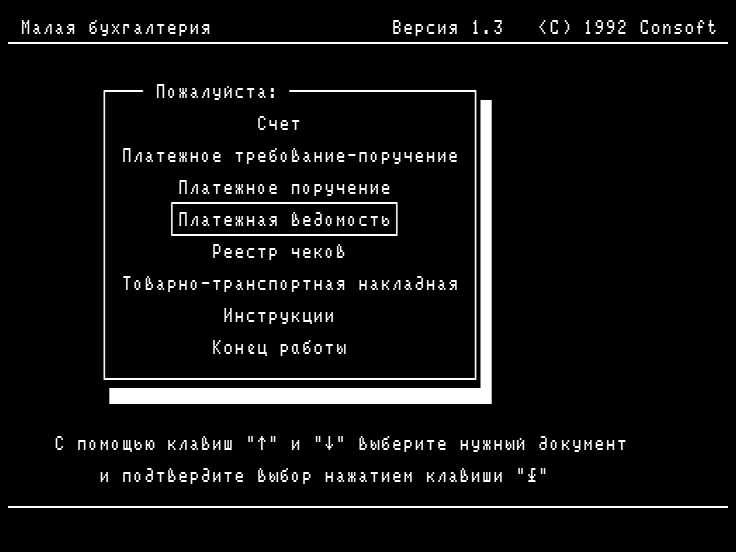
ПО «Малая бухгалтерия»
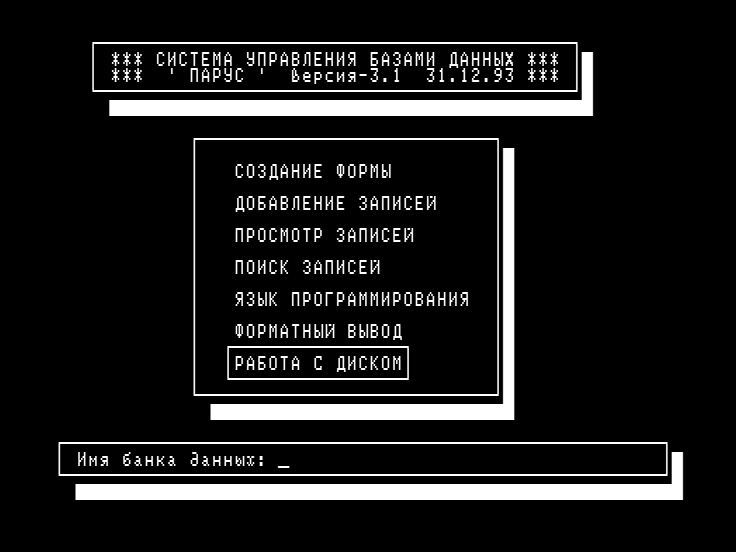
СУБД «Парус» 3.1

Начало 1990-х годов стало временем бурного развития прикладного ПО «Агата». Появлялись новые системы подготовки текстов (редактор «Диалект», СПТ «Автограф», система «Документ», интегрированная система «ОФИС»), графические редакторы для разных графических режимов (MouseGraf, МаркиС, ГрафСервис) системы управления базами данных различного назначения от простых картотек и записных книжек до вполне серьёзных СУБД, включающих в том числе средства программирования (СУБД «Эврика», СУБД «Парус», СУБД «Кентавр»), программы автоматизации ведения бухгалтерии (АРМ «Баланс», пакет «Армбух», система «Малая бухгалтерия»). Создавались различные обучающие программы и пакеты, оригинальные и адаптированные игровые программы.
- Графические пакеты «Шпага», «MouseGraf», «AlvGraf», «Markis»

Помимо появления большого количества прикладных программ, в начале 1990-х годов для «Агата» был разработан ряд новых операционных систем и крупных программных комплексов. И хотя некоторые из них были лишь модификациями уже существующих систем, тем не менее были и совершенно новые работы. Например:
- SpriteOS — MS-DOS-подобная операционная система, поддерживающая иерархическую систему каталогов, подключаемые драйверы устройств и много других существенных дополнений;
- Реализация языка Forth, основной автор — А. Трофимов (Штурм).

## Достоинства
На момент разработки «Агата» в СССР не было компьютера такого класса, что вкупе с резким нарастанием интереса к широкому освоению вычислительной техники предопределило его успех. В начале 1980-х годов были выпущены несколько настольных вычислительных машин: Искра-1256, Искра-226, ДВК-2, Электроника Д3-28 (в комплекте с терминалом 15ИЭ-00-013), ориентированных на применение в промышленности или высшей школе и мало подходящие для использования в средней школе в большой степени из-за чрезмерной цены.
Напротив, стоимость первых серийных ПЭВМ «Агат-7» составляла 3900 рублей и была в несколько раз ниже любой другой промышленно выпускавшейся на тот момент ЭВМ. Стоимость класса учебной вычислительной техники (КУВТ) из 12 или 16 компьютеров, включая один — преподавателя (обычно комплектовался принтером, иногда — памятью увеличенного объёма), составляла 50—65 тыс. руб. Даже по прошествии ряда лет и выхода на рынок достаточного количества конкурирующих моделей ПЭВМ «Агат» представлял собой весьма выгодное в ценовом плане решение при сравнении аналогичных конфигураций: с цветным монитором, НГМД, достаточным объёмом памяти. В условиях дефицита вычислительной техники «Агат» имел хороший спрос не только в сфере образования; предприятия-изготовители активно использовали компьютеры, произведённые сверх плана, для обмена на необходимые товары или ресурсы. Нередко предприятия-шефы обеспечивали школу средствами для покупки КУВТ, чтобы получить 1—2 компьютера в собственное пользование.
Первым реальным конкурентом «Агата» стал комплекс учебной вычислительной техники КУВТ-86 на базе БК-0010 и ДВК-2, представлявший собой интересное экономичное решение, но составлявшийся из компьютеров иного класса. Лишь через несколько лет в серийном производстве были освоены КУВТ на базе компьютеров УКНЦ и Корвет.
Кроме относительно невысокой цены «Агат» привнёс и такие новые (или достаточно редкие) средства, как графические режимы отображения, а также цвет при отображении графической или текстовой информации. Немаловажным было и то, что, несмотря на теоретически широкие возможности вариаций комплектации памяти «Агатов», реально поставлялись компьютеры с памятью весьма большого по тем временам объёма — не менее 96 К, что обеспечивало достаточно пространства и для хранения кода системного ПО, и для работы графических видеорежимов, обеспечивая при этом возможность эффективного использования адресного пространства микропроцессора 6502 со стороны пользовательских программ.
Важным отличием «Агатов» от ближайших конкурентов было наличие НГМД в стандартной комплектации. Хотя у «Агатов» первых выпусков НГМД обеспечивал сохранение весьма скромного объёма данных, тем не менее само его наличие существенно повышало потребительские свойства компьютера. Сетевые возможности КУВТ конкурентов при наличии НГМД у ПЭВМ преподавателя в значительной степени облегчали использование ученических компьютеров, но ставили работоспособность всего КУВТ в зависимость от работоспособности одной учительской ПЭВМ. При дальнейшем усовершенствовании дисковой подсистемы «Агата» был существенно расширен объём хранимых на гибком диске данных, значительно повысилась надёжность хранения данных и скорость доступа.
Серьёзным достоинством КУВТ на базе «Агатов» было применение одинаковых полноценных компьютеров, каждый из которых мог использоваться автономно. В условиях реальной эксплуатации в компьютерных классах школ, разбросанных по просторам Советского Союза, это свойство существенно увеличивало живучесть класса, так как при неизбежном (рано или поздно) возникновении проблем с техникой позволяло восстанавливать остальные ПЭВМ за счёт комплектующих 1—2 выведенных из рабочего процесса компьютеров. Простота конструкции и невысокая плотность компоновки «Агата» делали операции разборки и замены узлов достаточно тривиальными, единственной весьма трудоёмкой операцией являлась замена генеральной платы.
В комплектации «Агатов» поставлялись 10 гибких дисков. В 1980-е годы гибкие диски были весьма дефицитным ресурсом (особенно для школ), но в комплекте КУВТ «Агат» компьютерный кабинет получал сразу 120—160 дисков, чего оказывалось вполне достаточно для практического использования в течение продолжительного периода времени. Для примера, в комплекте с КУВТ-86 (БК-0010, ДВК-2) поставлялись только 5 гибких дисков.
Уже на момент начала широких поставок «Агатов» в школы был накоплен минимальный набор программного обеспечения. Прежде всего это интерпретирующие системы на базе языков BASIC и РАПИРА, неплохо отвечающие задаче обучения программированию, прикладные программы: система подготовки текстов, электронная таблица, небольшой набор игровых программ. На фоне большинства отечественных ЭВМ начала 1980-х годов ПО «Агата» отличалось простотой и дружественностью к пользователю-непрофессионалу.
Кроме ПО отечественной разработки (или адаптации) ПЭВМ «Агат-7» с «ячейкой 121», а также «Агат-9» обеспечивали совместимость с компьютером Apple II Plus, что предоставляло возможность использования широкого списка разработанного для него ПО. Наиболее востребованными были программы-утилиты различного назначения и многие сотни игровых программ. Кроме чисто практического, доступ к множеству импортных программ обеспечивал для отечественных программистов, работающих для «Агата», высокую планку качества.
Несмотря на доступность режимов совместимости с Apple II Plus, отечественными программистами практически не создавалось ПО для использования в этих режимах, так как в режиме «Агат» обеспечивалась более комфортная среда для функционирования программ, были доступны больший объём памяти, развитые видеорежимы и продвинутая дисковая подсистема.

## Недостатки

### Концептуальные недостатки
Основные недостатки архитектуры «Агата» и концепции построения системного ПО были унаследованы от Apple II Plus. Это оказывается тем более необычным в контексте того, что первые «Агаты» были в минимальной степени совместимыми с прототипом. Например, «Агат» унаследовал у Apple II систему управления периферией с выделением под эти цели 4 К адресного пространства с адреса 0xC000 (0xC000—0xCFFF), которая ограничивает объём непрерывного адресного пространства значением 48 К. Сама система управления возникла на Apple II как результат процесса кропотливой экономии, в результате которой адресное пространство портов управления порой использовалось весьма расточительно, а сами функции управления нередко выполнялись не строго по операциям записи, но и по чтению.
Большинство концептуальных недостатков Apple II и, как следствие, «Агата» возникли как продолжение достоинств. Экономия на аппаратных средствах заставила разработчика Apple II Стивена Возняка порой прибегать к изощрённым аппаратно-программным решениям. К примеру, дисковая система Disk II была в аппаратном смысле фантастически простой. Контроллер содержал всего 6 логических ИС и 2 ИС ПЗУ, а сама конструкция и электроника НГМД была до предела упрощена. Оборотной стороной этого решения стала жёсткая зависимость системы от временны́х характеристик кода записи данных, при построении которого приходилось просчитывать и согласовывать все вхождения и циклы с точностью до такта процессора. Первые «Агаты» также получили систему, полностью совместимую с Disk II, со всеми недостатками, но не обладающую такими же чертами экономии, как у прототипа.
На базе Disk II была разработана очень простая система управления файлами Apple DOS. Несколько простейших команд позволяли просматривать информацию о содержимом диска и производить чтение, сохранение и запуск программ (двоичных или на BASIC). Желание максимально использовать аппаратные средства, простота Apple DOS и активное заимствование кода для работающих автономно программ фактически привело к тому, что у Apple II Plus не было устоявшейся операционной системы. Более поздняя работа Apple по разработке и внедрению ProDOS не смогла отменить доминирования подхода, при котором более-менее серьёзные программы загружались и работали непосредственно с диска без помощи какой-либо ОС, при этом нередко диск даже не имел файловой структуры.
Так и «Агат», что на начальном этапе, что при дальнейшем развитии, повторил концепцию построения ПО Apple II. Разработка и поддерживание какой-либо стандартизованной ОС была принесена в жертву простоте, оперативности и эффективности. Небезобидность этой концепции хорошо стала заметна при необходимости внедрения НГМД нового типа, которая потребовала переработки массы ПО. Она, к примеру, сделала невозможным использование стандартными образом для единожды разработанного прикладного ПО таких средств, как HDD или локальная вычислительная сеть, так как требовала переработки прикладного ПО при необходимости задействования любого нового аппаратного средства.
Отсутствие стандартизированной ОС как посредника между прикладными программами и аппаратными средствами создавало проблемы не только для работы с файлами, но и для управления памятью, средствами отображения, принтерами и т. п. Осознание масштабов этой проблемы вскоре породило несколько проектов разработки или переноса ОС более традиционной архитектуры, но как и в случае с Apple II, отказаться от сложившихся традиций было уже нелегко.

### Технические недостатки
«Агат» в своём развитии сменил два варианта металлических корпусов и несколько пластмассовых, которые повторяли первоначальную довольно громоздкую компоновку.
Бытовые и школьные компьютеры считались товарами народного потребления, при производстве которых следовало руководствоваться списком компонентов, допустимых к применению в бытовой аппаратуре. Это сильно ограничивало номенклатуру компонентов, особенно микросхем, которые были ориентированы на большие ЭВМ и военное применение. Большинство используемых в Агате схемотехнических решений диктовалось фактической доступностью электронных компонентов. За исключением микропроцессора и схем памяти, электрическая схема «Агата» была выполнена на базе ранее серийно выпускавшихся логических схем низкой степени интеграции, без специализированных чипов (в Агате не применялись большие интегральные схемы контроллеров). В результате количество микросхем на платах «Агата-7» стандартной конфигурации достигло 220, а в комплектации с «ячейкой 121» и дополнительным НГМД 840 К — почти 300 штук.
Практическим пределом увеличения интеграции стало схемотехническое решение материнской платы «Агата-9», на которой 13 микросхем ПЗУ работали в режиме ПЛИС в составе логических автоматов. Решение позволило для некоторых операций использовать одну стандартную микросхему ПЗУ с разной прошивкой вместо нескольких микросхем низкой интеграции. «Агат-9», имея более развитые функциональные возможности, содержал в стандартной конфигурации около 140 микросхем, с дополнительным НГМД 140 К — около 160 микросхем, с дополнительным модулем памяти 128 К — около 180 микросхем. Это было лучше, чем у «Агата-7», но очень далеко от прототипа — плата Apple IIc (128 К памяти, НГМД, два последовательных порта) содержала меньше 40 микросхем.
Не все технические недостатки «Агата» сводились к проблемам элементной базы. Одной из проблем была неоптимальная трассировка плат, существенно снижавшая плотность размещения компонентов. «Агаты-7» первых лет выпуска имели с обратной стороны платы десятки проволочных перемычек, что снижало надёжность работы.
Первоначально использовались НГМД ЕС-5088.02 (140 К), которые оказались очень капризными в эксплуатации. Проблему решили радикальным образом — переходом на совсем другие НГМД и стандарты записи, при этом в качестве основного при серийном производстве использовался болгарский НГМД ЕС-5323, но благодаря стандартному интерфейсу могли применяться и другие двухсторонние НГМД с неформатированной ёмкостью до 1 М. Потери данных снизились многократно, но они всё равно встречались время от времени. Причина сбоев оказалась в низком качестве по выходному напряжению 12 В блока питания «Агата». Использование внешнего высококачественного блока питания снижало проблему потерь данных. В модернизированных «Агатах-9» применялся более мощный блок питания с дополнительными цепями фильтрации.
Цветные мониторы на базе телевизоров «Юность», которыми комплектовались «Агаты» первых выпусков, имели неудовлетворительные параметры видеотракта. Мониторы «Электроника 32ВТЦ…» из комплекта «Агатов» более поздних выпусков имели существенно лучшие параметры. Изначально для отображения 16 цветов в цветных режимах вырабатывался 4-разрядный сигнал, но вместо получения аналогового сигнала RGB с подобранными цветами и возможностью использования монохромной палитры, на внешний разъём был выведен дополнительный (к RGB) разряд под наименованием Y (яркость). Однако цветные мониторы первых лет выпусков не поддерживали сигнал Y. В результате программисты фактически не использовали в программах 16 цветов. Но и в мониторах более поздних моделей у разных производителей отображение 16-цветной картинки существенно различалось, при этом сохранялась проблема корректного отображения одного и того же изображения и на чёрно-болом, и на цветном мониторах.
Очень много нареканий было к клавиатуре «Агата». Контактные группы просто заминались штоком клавиши. Для новой клавиатуры желательно было обильно смазать места трения штока с контактной группой. Радикальным решением стало применение урезанной клавиатуры МС7004 от ДВК — для «Агата» было уменьшено число кнопок и изменена прошивка микроконтроллера.

## Персоналии
- Группа разработчиков НИИВК
  - Андронов А. Н. Программист. Адаптация СЧМ. Участник разработки КПОН-IV под эгидой ЗАО «КРУГ».
  - Иоффе Анатолий Фёдорович. Начальник отдела 10. Главный конструктор ПЭВМ Агат.
  - Кривошеев Георгий Александрович. Программист. Создание сетевого ПО.
  - Кривцов Александр Юрьевич. Начальник сектора 12. Ведущий программист. Адаптация BASIC, Apple DOS, модернизация СПТ «Агат-автор», создание микропрограммы для эмуляции 6502.
  - Кудрявцев В. Г. Разработчик.
  - Лёвин Михаил В. Программист. Первые игровые программы для Агата и адаптации с Apple II (Шахматы, Шашки, Диверсант), создатель СУБП ПАРУС-3.
  - Лисин Сергей В. Программист. Создание микропрограммы для эмуляции 6502, тестового ПО.
  - Нэллин Виктор Валентинович. Разработчик.
  - Петров Алексей Олегович. Разработчик основных архитектурных решений ПЭВМ Агат и ряда модулей, в том числе «ячейки 121» и генеральной платы Агат-9.
- ЛЭМЗ.
  - Агафонов Константин Васильевич. Генеральный директор ЛЭМЗ, впоследствии генеральный директор НПО СВТ. Впервые обеспечил организацию серийного производства ПЭВМ Агат на мощностях ЛЭМЗ.
  - Суханов Альберт Анатольевич. Зам. нач. отдела АСУТП. Один из инициаторов освоения серийного производства Агата на ЛЭМЗ. Создатель компьютерного центра «Агат» при ЛЭМЗ.
  - Пешков Пётр Иванович. Главный конструктор ПЭВМ Агат-9. Создатель редактора ТОР. Руководитель разработки КПОН-IV под эгидой ЗАО «КРУГ».
  - Голов Александр Анатольевич. Программист. Разработка отладчика «Best Tool Kit», ряда вспомогательных и игровых программ, адаптаций с Apple II под марками «ALV Software», «Nippel».
- НПО СВТ.
  - Цыкин Виктор Фёдорович. Руководитель отдела АРМ и ПЭВМ.
  - Гафуров Нариман Джиганшович. Разработчик идеологической и схемотехнической части сетевой ячейки. Базовые драйвера ПЗУ, аналогия раннего Ethernet.
  - Широков Денис Александрович. Программист.
  - Докин Антон Валерьевич. Программист.
  - Машков Александр. Программист. Разработчик полнофункциональной сетевой ДОС.
  - Пономарёв Алексей Викторович. Программист. Разработчик ПО сетевой ячейки и модема АМ-1200. Разработчик FD Microdos для запуска игр Apple ][ на дисководе 840Кб.
  - Дубинин. Директор КЦ «АГАТ».
  - Щеколдин Михаил. Руководитель МП «Школьный Завод».
  - Тунаев. Руководитель отдела ПО.
  - Костюк Сергей. Зам. руководителя отдела.
- ЗАО «КРУГ».
  - Вородюхин Василий Михайлович. Генеральный Директор, г. Тында. 25.10.1958 — 08.04.2022.
- Группа разработчиков системы «Школьница» (ВЦ СОАН СССР. Новосибирск).
  - Боровиков Егор В. Программист.
  - Глаголева Наталья Георгиевна. Программист.
  - Звенигородский Геннадий Анатольевич. Руководитель проекта. Автор языка программирования РАПИРА. Скончался в 1984 году.
  - Земцов Павел А. Программист.
  - Налимов Евгений Викторович. Программист. Разработчик известного практически всем программистам Агата текстового редактора «Отладочного комплекса».
  - Цикоза Виталий Аркадьевич. Программист. После смерти Г. А. Звенигородского — главный «мотор» и душа проекта «Школьница». В начале 1990-х работал над проектом «Спрайт-ОС». Погиб в 2006-м году[22].
- НТЦ «Спрайт».
  - Архангельский Олег Игоревич. Разработчик различных устройств и ПО, выпускаемых НТЦ.
  - Филиппов Андрей Н. Организатор НТЦ, создатель контроллера НГМД 840 К, системы ввода изображения с телекамеры и множества других устройств, выпускаемых НТЦ «Спрайт».
  - Фризюк Сергей Михайлович. Разработчик на базе «Агат-7» системы наложения титров для Ленинградского телевидения.
- Другие разработчики (Ленинград)
  - Гнусов Дмитрий. Программист. Разработка программы PICLER.
  - Гриненко Дмитрий. Программист. Разработка текстового редактора WordMaster, адаптация ряда игр.
  - Киселёв Михаил Александрович. Программист. Игровая программа MARS.
  - Новак Николай Иванович. Руководитель учебного класса при ЛИАП, подготовившего множество программистов Агата.
  - Петров Александр. Программист. Адаптация ряда игр: «Alien ambush», «Draw poker», «HORIZON».
  - Петров Геннадий. Программист. Разработка загрузчика «АВАНС», ТЕТРИС 344.
  - Соколов Ярослав Михайлович. Программист. Разработка игры «СПРУТ».
  - Трофимов Александр Владимирович. Программист. Разработка системы программирования Forth.
  - Фролов Сергей Валентинович. Программист. Разработка ряда программ под маркой <FRS>, в том числе: восстановитель и оптимизатор дисков.
- Другие разработчики (Миасс)
  - Алексеев Михаил Николаевич. Программист. Разработка пакета Robotland («Роботландия»).
  - Братусь Михаил Витальевич. Основатель и руководитель фирмы FaMe, выпустившей для Агата ряд игр: LEO, MINE SWEEPER, ROCK STALKER, SUPER TETRIS и др.
- Другие разработчики (Москва)
  - Багашев Юрий. Программист. Разработка ряда программ в том числе графического редактора «MouseGraf», игры TETRIS.
  - Бадер Роман Юрьевич. Программист. Разработка ряда игровых программ, графического редактора «MouseGraf», ряда адаптаций программ с Apple II.
  - Березутский Василий Викторович. Разработчик, программист. Разработка ряда плат расширения и ПО, а также адаптаций игр («BOLO», «Knight Lore») под марками «ALV Software», «Nippel».
  - Малявин Сергей. Программист. Адаптация «Алисы в стране чудес».
  - Самарцев Николай Анатольевич. Программист. Организатор НИМП «ЮСН», разработчик графического редактора «МаркиС» и титровальной системы «Телетекст» для формирования поверх видеоряда графических и текстовых изображений (титров, объявлений, банеров)[23].
  - Серков Сергей Владимирович. Разработка BASIC-MASTER, большое число работ связанных с функционированием системы BASIC Агат.
  - Цалиев В. А. Программист. Разработка СПТ «Агат-Автор».
  - Шевкунов Владислав В. Программист. Разработчик СУБД «Эврика», ОС «ONIX». Участник разработки КПОН-IV под эгидой ЗАО «КРУГ»
  - Живулин Виталий Юрьевич. Программист. Разработка титровального комплекса «Виконт».
  - Катаев Пётр Владимирович. Программист. Разработка титровального комплекса для студии кабельного ТВ «Телеинформ» ЮВАО на базе АГАТ-7, АГАТ-9.